# HC Kometa Brno 2023/2024
HC Kometa Brno 2023/2024 popisuje působení hokejového klubu HC Kometa Brno v nejvyšší české soutěži v sezóně 2023/2024. Hlavním trenérem klubu je Jaroslav Modrý. V sezóně oslavil brněnský klub jubilejní 70. narozeniny. V základní části se Kometa umístila na 4. místě, které znamenalo přímý postup do čtvrtfinále play-off. V něm, ale nestačila na Litvínov a po šesti zápasech vypadla 2:4. V konečném pořadí se Kometa umístila na 5. místě.

## Klub

### Vlastník
Klub vstoupil do nového ročníku ve stejné majetkové struktuře.

### Realizační tým
Hlavním trenérem byl  Jaroslav Modrý, jeho asistenty byly Jiří Horáček a Jiří Otoupalík. Trenérem brankářů byl Jan Švaříček.
| Post              | Jméno                    |
| ----------------- | ------------------------ |
| Hlavní trenér     | Jaroslav Modrý           |
| Asistenti trenéra | Jiří Horáček             |
| Asistenti trenéra | Jiří Otoupalík           |
| Trenér brankářů   | Jan Švaříček             |
| Videokouč         | Jiří Horáček             |
| Videokouč         | Štěpán Kučera            |
| Vedoucí mužstva   | Ota Železný              |
| Kondiční trenér   | Jaroslav Kratina         |
| Fyzioterapeut     | Lukáš Katzer             |
| Fyzioterapeut     | Dana Vincourová          |
| Fyzioterapeut     | Ivan Jánský              |
| Kustod            | Petr Ondráček            |
| Kustod            | Filip Ondráček           |
| Kustod            | Tomáš Dyčka              |
| Lékař             | MUDr. Zdeněk Ziegelbauer |
| Lékař             | MUDr. Petr Novák         |

## Soupiska

### První tým
| Číslo    | Hráč              | Nár.      | Datum narození a věk        | Zápasy   | Góly     | Asistence | Body     | +/-      | TM       |
| Brankáři | Brankáři          | Brankáři  | Brankáři                    | Brankáři | Brankáři | Brankáři  | Brankáři | Brankáři | Brankáři |
| -------- | ----------------- | --------- | --------------------------- | -------- | -------- | --------- | -------- | -------- | -------- |
| 1        | Jan Kavan         | Česko     | 20. července 2005 (19 let)  | 12       | —        | —         | —        | —        | —        |
| 29       | Štěpán Lukeš      | Česko     | 25. února 1996 (29 let)     | 13       | —        | 1         | 1        | —        | —        |
| 36       | Pavel Jekel       | Česko     | 4. července 1995 (29 let)   | 1        | —        | —         | —        | —        | —        |
| 38       | Dominik Furch     | Česko     | 19. dubna 1990 (34 let)     | 37       | —        | —         | —        | —        | 4        |
| Obránci  |                   |           |                             |          |          |           |          |          |          |
| 2        | Zach Osburn       | USA       | 7. února 1997 (28 let)      | 20       | 1        | 3         | 4        | +6       | 2        |
| 4        | Radek Kučeřík     | Česko     | 21. prosince 2001 (23 let)  | 40       | 3        | 5         | 8        | +3       | 72       |
| 7        | Marek Hrbas       | Česko     | 4. března 1993 (32 let)     | 7        | 0        | 0         | 0        | +1       | 0        |
| 8        | Marek Ďaloga      | Slovensko | 10. března 1989 (35 let)    | 55       | 3        | 13        | 16       | 0        | 6        |
| 10       | Alex Lintuniemi   | Finsko    | 23. září 1995 (29 let)      | 27       | 3        | 5         | 8        | +1       | 10       |
| 13       | Jan Zahradníček   | Česko     | 13. srpna 1996 (28 let)     | 6        | 0        | 0         | 0        | 0        | 2        |
| 23       | Jan Ščotka        | Česko     | 20. května 1996 (28 let)    | 51       | 4        | 28        | 32       | -8       | 66       |
| 24       | Lukáš Kaňák       | Česko     | 5. března 1997 (28 let)     | 46       | 1        | 5         | 6        | +6       | 6        |
| 43       | Daniel Gazda      | Česko     | 13. srpna 1997 (27 let)     | 58       | 18       | 13        | 31       | +8       | 14       |
| 91       | Denis Svoboda     | Česko     | 13. září 2005 (19 let)      | 10       | 0        | 0         | 0        | +1       | 0        |
| 93       | Rhett Holland     | Kanada    | 25. září 1993 (31 let)      | 49       | 1        | 4         | 5        | +11      | 38       |
| 95       | Greg Moro         | Kanada    | 1. října 1995 (29 let)      | 19       | 1        | 1         | 2        | +1       | 10       |
| Útočníci |                   |           |                             |          |          |           |          |          |          |
| 6        | Lukáš Cingeľ      | Slovensko | 10. června 1992 (32 let)    | 58       | 15       | 25        | 40       | 0        | 22       |
| 7        | Adam Boltvan      | Česko     | 7. srpna 2004 (20 let)      | 6        | 0        | 0         | 0        | 0        | 0        |
| 9        | Jakub Flek        | Česko     | 24. prosince 1992 (32 let)  | 57       | 21       | 28        | 49       | +2       | 12       |
| 15       | Jakub Kos         | Česko     | 30. května 2003 (21 let)    | 40       | 2        | 9         | 11       | +9       | 8        |
| 18       | Adam Zbořil       | Česko     | 28. srpna 1995 (29 let)     | 53       | 5        | 21        | 26       | +3       | 30       |
| 21       | Petr Kratochvíl   | Česko     | 5. prosince 1997 (27 let)   | 24       | 1        | 3         | 4        | -4       | 2        |
| 26       | Martin Zaťovič    | Česko     | 25. ledna 1985 (40 let)     | 58       | 14       | 19        | 33       | -6       | 38       |
| 27       | Kevin Horváth     | Slovensko | 17. ledna 2003 (22 let)     | 3        | 0        | 0         | 0        | 0        | 0        |
| 27       | Jan Ekrt          | Česko     | 5. září 2004 (20 let)       | 15       | 1        | 3         | 4        | +3       | 0        |
| 27       | Jan Hruška        | Česko     | 20. ledna 1986 (39 let)     | 1        | 0        | 0         | 0        | 0        | 0        |
| 47       | Pavel Jenyš       | Česko     | 2. dubna 1996 (28 let)      | 10       | 0        | 0         | 0        | 0        | 4        |
| 64       | Martin Kohout     | Česko     | 17. ledna 1995 (30 let)     | 47       | 2        | 4         | 6        | -4       | 12       |
| 65       | Tomáš Marcinko    | Slovensko | 11. dubna 1988 (36 let)     | 51       | 12       | 11        | 23       | +11      | 46       |
| 72       | Andrej Kollár     | Slovensko | 4. listopadu 1999 (25 let)  | 33       | 6        | 6         | 12       | -3       | 2        |
| 81       | Tomáš Vincour     | Česko     | 19. listopadu 1990 (34 let) | 40       | 8        | 6         | 14       | +3       | 18       |
| 88       | Kristián Pospíšil | Slovensko | 22. dubna 1996 (28 let)     | 54       | 18       | 19        | 37       | +15      | 98       |
| 89       | Steve Moses       | USA       | 9. srpna 1989 (35 let)      | 58       | 23       | 13        | 36       | -5       | 10       |
| 91       | Jakub Zembol      | Česko     | 25. srpna 2003 (21 let)     | 8        | 0        | 0         | 0        | 0        | 2        |
| 92       | Petr Holík        | Česko     | 3. března 1992 (33 let)     | 31       | 3        | 8         | 11       | +2       | 2        |
| 94       | Zdeněk Okál       | Česko     | 8. července 1990 (34 let)   | 54       | 5        | 8         | 13       | +2       | 39       |

Poznámky
- Statistiky jsou ze všech soutěžních utkání, tj. ze základní části i play-off.
- Kurzívou mají číslo hráči, kteří odešli v průběhu sezony nebo odehráli utkání, jako kmenoví hráči, i přes to, že jsou na hostování/střídavé starty v jiném klubu.

### Příchody před sezónou
| Č. | Poz.    | Nár.      | Hráč            | Věk | Odkud přišel            | Ref.  |
| -- | ------- | --------- | --------------- | --- | ----------------------- | ----- |
| 29 | Brankář | Česko     | Štěpán Lukeš    | 27  | HC Energie Karlovy Vary | [ 4 ] |
| 10 | Obránce | Finsko    | Alex Lintuniemi | 27  | BK Mladá Boleslav       | [ 5 ] |
| 13 | Obránce | Česko     | Jan Zahradníček | 26  | HC Oceláři Třinec       | [ 6 ] |
| 24 | Obránce | Česko     | Lukáš Kaňák     | 26  | HC Oceláři Třinec       | [ 4 ] |
| 43 | Obránce | Česko     | Daniel Gazda    | 25  | PSG Berani Zlín         | [ 4 ] |
| 64 | Útočník | Česko     | Martin Kohout   | 28  | HC Energie Karlovy Vary | [ 4 ] |
| 6  | Útočník | Slovensko | Lukáš Cingeľ    | 30  | Mountfield HK           | [ 4 ] |
| 65 | Útočník | Slovensko | Tomáš Marcinko  | 35  | HC Oceláři Třinec       | [ 4 ] |
| 21 | Útočník | Česko     | Petr Kratochvíl | 25  | návrat z hostování      | [ 4 ] |
| 47 | Útočník | Česko     | Pavel Jenyš     | 27  | návrat z hostování      | [ 4 ] |
| 89 | Útočník | USA       | Steve Moses     | 33  | HPK                     | [ 7 ] |

### Odchody před sezónou
| Č. | Poz.    | Nár.      | Hráč            | Věk | Kam odešel                    | Typ             | Ref.                               |
| -- | ------- | --------- | --------------- | --- | ----------------------------- | --------------- | ---------------------------------- |
| 1  | Brankář | Slovensko | Marek Čiliak    | 33  | Spartiates de Marseille       | konec smlouvy   | [ 8 ]                              |
| 7  | Obránce | Česko     | Patrik Fajmon   | 19  | HC LERAM Orli Znojmo          | přestup         | [ 9 ]                              |
| 13 | Obránce | Česko     | Marek Hrbas     | 30  | PSG Berani Zlín               | přestup         | [ 10 ]                             |
| 24 | Obránce | Česko     | Michal Gulaši   | 36  | Banes Motor České Budějovice  | –               | [ 11 ]                             |
| 84 | Obránce | Česko     | Tomáš Kundrátek | 33  | HC Oceláři Třinec             | v rámci výměny  | [ 8 ]                              |
| 11 | Útočník | Česko     | Jiří Ondráček   | 35  | Steaua București              | –               | [ 12 ]                             |
| 14 | Útočník | Česko     | Ivo Sedláček    | 19  | JoKP                          | přestup         |                                    |
| 16 | Útočník | Česko     | Luboš Horký     | 25  | Pelicans                      | přestup         | [ 13 ]                             |
| 27 | Útočník | Česko     | Jakub Malý      | 21  | SK Horácká Slavia Třebíč      | –               | [ 14 ]                             |
| 28 | Útočník | Česko     | Eduard Šalé     | 18  | Seattle Kraken / Barrie Colts | Draft NHL       | [ 15 ] [ 16 ] [ 17 ] [ 18 ] [ 19 ] |
| 29 | Útočník | Česko     | Radek Koblížek  | 25  | KooKoo                        | přestup         | [ 20 ]                             |
| 85 | Útočník | Česko     | Jan Süss        | 24  | PSG Berani Zlín               | přestup         | [ 21 ]                             |
|    | Útočník | Česko     | Jakub Zembol    | 19  | HC ZUBR Přerov                | střídavé starty | [ 22 ]                             |

### Příchody v průběhu sezóny
| Č. | Poz.    | Nár.   | Hráč        | Věk | Odkud přišel         | Typ             | Ref.          |
| -- | ------- | ------ | ----------- | --- | -------------------- | --------------- | ------------- |
| 27 | Útočník | Česko  | Jan Hruška  | 37  | HC LERAM Orli Znojmo | střídavé starty | [ 23 ]        |
| 15 | Útočník | Česko  | Jakub Kos   | 20  | Ilves                | hostování       | [ 24 ]        |
| 2  | Obránce | USA    | Zach Osburn | 26  | BK Mladá Boleslav    | výměna          | [ 25 ] [ 26 ] |
| 7  | Obránce | Česko  | Marek Hrbas | 30  | Berani Zlín          | hostování       | [ 27 ]        |
| 5  | Obránce | Kanada | Greg Moro   | 28  | SaiPa                | přestup         | [ 28 ]        |

### Odchody v průběhu sezóny
| Č. | Poz.    | Nár.      | Hráč            | Věk | Kam odešel               | Typ             | Ref.          |
| -- | ------- | --------- | --------------- | --- | ------------------------ | --------------- | ------------- |
| 13 | Obránce | Česko     | Jan Zahradníček | 27  | HC LERAM Orli Znojmo     | hostování       | [ 29 ]        |
| 29 | Brankář | Česko     | Štěpán Lukeš    | 27  | HC ZUBR Přerov           | střídavé starty | [ 30 ]        |
| 47 | Útočník | Česko     | Pavel Jenyš     | 27  | HC LERAM Orli Znojmo     | hostování       | [ 31 ]        |
| 27 | Útočník | Slovensko | Kevin Horváth   | 20  | HC LERAM Orli Znojmo     | střídavé starty | [ 32 ]        |
| 7  | Útočník | Česko     | Adam Boltvan    | 19  | SK Horácká Slavia Třebíč | střídavé starty | [ 33 ]        |
| 27 | Útočník | Česko     | Jan Ekrt        | 19  | SK Horácká Slavia Třebíč | střídavé starty | [ 33 ]        |
| 1  | Brankář | Česko     | Jan Kavan       | 18  | HC ZUBR Přerov           | střídavé starty | [ 34 ]        |
| 10 | Obránce | Finsko    | Alex Lintuniemi | 26  | BK Mladá Boleslav        | výměna          | [ 25 ] [ 26 ] |
| 92 | Útočník | Česko     | Petr Holík      | 31  | Berani Zlín              | hostování       | [ 35 ]        |
| 21 | Útočník | Česko     | Petr Kratochvíl | 26  | HC LERAM Orli Znojmo     | střídavé starty | [ 36 ]        |
| 1  | Brankář | Česko     | Jan Kavan       | 18  | HC LERAM Orli Znojmo     | střídavé starty | [ 37 ]        |

## Přípravné zápasy před sezonou
| 10. srpna 2023 17:30 | SK Horácká Slavia Třebíč | 1 : 2 SN (1:1, 0:0, 0:0 – 0:1) | HC Kometa Brno | KHNP Arena, Třebíč Návštěvnost: 1 823 |  |

| Report                                                    |                                                           |                                                |                                                                               |                                                                            |
| Pavel Jekel (od 21. minuty Jan Mičán)                     | Pavel Jekel (od 21. minuty Jan Mičán)                     | Brankáři                                       | Štěpán Lukeš (od 29. minuty Jan Kavan)                                        | Rozhodčí: Ivan Čuňočka Michal Maršálek Čároví: Jakub Kučera Dominik Viskot |
| Psota (Dočekal) 00:48' Bittner Frömel Psota Svoboda Baláž | Psota (Dočekal) 00:48' Bittner Frömel Psota Svoboda Baláž | 1:0 1:1 Samostatné nájezdy 0:0 0:1 1:1 1:2 1:2 | 09:45' Ďaloga (F. Němec, A. Zbořil) A. Zbořil Horváth Pospíšil Vincour Kollár | Rozhodčí: Ivan Čuňočka Michal Maršálek Čároví: Jakub Kučera Dominik Viskot |
| 4 min                                                     | 4 min                                                     | Tresty                                         | 8 min                                                                         | Rozhodčí: Ivan Čuňočka Michal Maršálek Čároví: Jakub Kučera Dominik Viskot |

| 15. srpna 2023 18:00 | HC Olomouc | 6 : 3 (4:0, 2:2, 0:1) | HC Kometa Brno | Zimní stadion Olomouc, Olomouc Návštěvnost: 2 125 |  |

| Report | |                                     |                                                                        |                                                                      |
| Branislav Konrád | Branislav Konrád | Brankáři                            | Štěpán Lukeš (od 41. minuty Jan Kavan)                                 | Rozhodčí: Tomáš Cabák Pavel Obadal Čároví: Pavel Blažek Michal Axman |
| Bambula (Menšík, Klimek) 05:03' Anděl (Kucsera, Orsava) 07:25' Mácha (Macuh, Sirota) 08:46' Kunc (Rašner, Menšík) 19:31' Anděl (Rašner, Knotek) 28:44' Bambula (Rašner, Knotek) 33:11' | Bambula (Menšík, Klimek) 05:03' Anděl (Kucsera, Orsava) 07:25' Mácha (Macuh, Sirota) 08:46' Kunc (Rašner, Menšík) 19:31' Anděl (Rašner, Knotek) 28:44' Bambula (Rašner, Knotek) 33:11' | 1:0 2:0 3:0 4:0 4:1 5:1 6:1 6:2 6:3 | 25:05' Zembol (Flek, Kratochvíl) 35:24' Flek 47:41' Moses (Kratochvíl) | Rozhodčí: Tomáš Cabák Pavel Obadal Čároví: Pavel Blažek Michal Axman |
| 4 min | 4 min | Tresty                              | 14 min                                                                 | Rozhodčí: Tomáš Cabák Pavel Obadal Čároví: Pavel Blažek Michal Axman |

| 17. srpna 2023 17:30 | HC Kometa Brno | 5 : 2 (2:1, 1:0, 2:1) | Banes Motor České Budějovice | Winning Group Arena, Brno Návštěvnost: 2 438 |  |

| Report | |                             |                                             |                                                                              |
| Dominik Furch | Dominik Furch | Brankáři                    | Jan Strmeň                                  | Rozhodčí: Antonín Jeřábek Jiří Ondráček Čároví: Lukáš Rampír Kamila Smetková |
| Jenyš (Ďaloga) 02:16' Marcinko (Zbořil, Flek) 17:51' Pospíšil (Kollár) 35:26' Holík (Moses, Lintuniemi) 53:48' Flek (Marcinko) 55:33' | Jenyš (Ďaloga) 02:16' Marcinko (Zbořil, Flek) 17:51' Pospíšil (Kollár) 35:26' Holík (Moses, Lintuniemi) 53:48' Flek (Marcinko) 55:33' | 0:1 1:1 2:1 3:1 4:1 5:1 5:2 | 01:03' Koláček (Hanzl) 55:46' Hanzl (Ordoš) | Rozhodčí: Antonín Jeřábek Jiří Ondráček Čároví: Lukáš Rampír Kamila Smetková |
| 10 min | 10 min | Tresty                      | 10 min                                      | Rozhodčí: Antonín Jeřábek Jiří Ondráček Čároví: Lukáš Rampír Kamila Smetková |

| 24. srpna 2023 17:00 | HC Oceláři Třinec | 2 : 3 SN (0:1, 0:1, 2:0 – 0:0 – 0:1) | HC Kometa Brno | Werk Arena, Třinec Návštěvnost: 1 270 |  |

| Report                                                                        |                                                                               |                                                |                                                                                 |                                                                        |
| Marek Mazanec                                                                 | Marek Mazanec                                                                 | Brankáři                                       | Štěpán Lukeš                                                                    | Rozhodčí: Adam Kika Roman Mrkva Čároví: Radek Hlavatý Vladimír Rožánek |
| Nestrašil (Pánik, Růžička) 44:40' Pánik 55:43' Hudáček Nestrašil Pánik Sikora | Nestrašil (Pánik, Růžička) 44:40' Pánik 55:43' Hudáček Nestrašil Pánik Sikora | 0:1 0:2 1:2 2:2 Samostatné nájezdy 0:0 0:1 0:2 | 19:33' Holík (Moses) 20:32' Cingeľ (Ščotka) Zbořil Kollár Kaňák Flek Kratochvíl | Rozhodčí: Adam Kika Roman Mrkva Čároví: Radek Hlavatý Vladimír Rožánek |
| 14 min                                                                        | 14 min                                                                        | Tresty                                         | 12 min                                                                          | Rozhodčí: Adam Kika Roman Mrkva Čároví: Radek Hlavatý Vladimír Rožánek |

| 29. srpna 2023 17:30 | Banes Motor České Budějovice | 5 : 3 (2:2, 2:1, 1:0) | HC Kometa Brno | Budvar aréna, České Budějovice Návštěvnost: 2 730 |  |

| Report | |                                 |                                                                              |                                                                      |
| Dominik Hrachovina                                                                                                   | Dominik Hrachovina                                                                                                   | Brankáři                        | Štěpán Lukeš                                                                 | Rozhodčí: Lukáš Květoň Václav Kosnar Čároví: Michal Zika Ondřej Malý |
| Hovorka (Simon) 08:27' Vopelka (Koláček, Beránek) 11:01' Doudera (Harris) 34:18' Gulaši 37:14' Harris (Ordoš) 51:08' | Hovorka (Simon) 08:27' Vopelka (Koláček, Beránek) 11:01' Doudera (Harris) 34:18' Gulaši 37:14' Harris (Ordoš) 51:08' | 0:1 0:2 1:2 2:2 2:3 3:3 4:3 5:3 | 00:31' Kollár (Pospíšil) 04:41' Gazda (Zbořil, Kaňák) 32:45' Kollár (Kohout) | Rozhodčí: Lukáš Květoň Václav Kosnar Čároví: Michal Zika Ondřej Malý |
| 4 min | 4 min | Tresty                          | 4 min                                                                        | Rozhodčí: Lukáš Květoň Václav Kosnar Čároví: Michal Zika Ondřej Malý |

| 31. srpna 2023 18:00 | HC SLOVAN Bratislava | 2 : 6 (0:2, 2:2, 0:2) | HC Kometa Brno | Arena Ondreja Nepelu, Bratislava Návštěvnost: 2 017 |  |

| Report | |                                                                    | |                                                                           |
| Jared Coreau                                                                                                | Jared Coreau                                                                                                | Brankáři                                                           | Jan Kavan | Rozhodčí: Vladimír Baluška Michal Klejna Čároví: Šimon Synek Tomáš Orolín |
| Minárik (Fominykh, Gachulinec) 35:14' Török (Lukošík, Findlay) 37:54' Pecararo Takáč Petráš Lukošík O'Brien | Minárik (Fominykh, Gachulinec) 35:14' Török (Lukošík, Findlay) 37:54' Pecararo Takáč Petráš Lukošík O'Brien | 0:1 0:2 0:3 1:3 1:4 2:4 2:5 2:6 Samostatné nájezdy 0:1 0:2 0:3 0:3 | 15:54' Zbořil (Kohout, Kaňák) 17:41' Gazda (Pospíšil, Kučeřík) 25:10' Kohout (Zbořil, Flek) 37:34' Pospíšil (Zbořil, Kaňák) 47:14' Moses (Holík) 51:01' Kollár (Pospíšil) Zbořil Kollár Flek Moses Okál | Rozhodčí: Vladimír Baluška Michal Klejna Čároví: Šimon Synek Tomáš Orolín |
| 8 min | 8 min | Tresty                                                             | 4 min | Rozhodčí: Vladimír Baluška Michal Klejna Čároví: Šimon Synek Tomáš Orolín |
| 26 | 26 | Střely                                                             | 36 | Rozhodčí: Vladimír Baluška Michal Klejna Čároví: Šimon Synek Tomáš Orolín |

| 5. září 2023 18:00 | HC Kometa Brno | 5 : 2 (3:0, 1:1, 1:1) | HC Olomouc | Winning Group Arena, Brno Návštěvnost: 2 187 |  |

| Report | |                             |                                                                    |                                                                       |
| Dominik Furch | Dominik Furch | Brankáři                    | Branislav Konrád                                                   | Rozhodčí: Roman Mrkva Pavel Obadal Čároví: Pavel Blažek Roman Komínek |
| Holík (Moses, Cingeľ) 10:12' Kohout (Flek, Marcinko) 11:37' Ďaloga (Kratochvíl, Zaťovič) 19:52' Flek (Gazda, Kohout) 25:47' Ščotka (do prázdné branky) 58:32' | Holík (Moses, Cingeľ) 10:12' Kohout (Flek, Marcinko) 11:37' Ďaloga (Kratochvíl, Zaťovič) 19:52' Flek (Gazda, Kohout) 25:47' Ščotka (do prázdné branky) 58:32' | 1:0 2:0 3:0 4:0 4:1 4:2 5:2 | 29:29' Chmielewski (Orsava, Kusko) 41:43' Orsava (Kusko, Navrátil) | Rozhodčí: Roman Mrkva Pavel Obadal Čároví: Pavel Blažek Roman Komínek |
| 4 min | 4 min | Tresty                      | 4 min                                                              | Rozhodčí: Roman Mrkva Pavel Obadal Čároví: Pavel Blažek Roman Komínek |

| 7. září 2023 18:00 | HC Kometa Brno | 3 : 1 (2:0, 0:1, 1:0) | HC SLOVAN Bratislava | Winning Group Arena, Brno Návštěvnost: 2 967 |  |

| Report                                                                    |                                                                           |                 |                        |                                                                 |
| Dominik Furch                                                             | Dominik Furch                                                             | Brankáři        | Samuel Baroš           | Rozhodčí: Adam Kika Filip Vrba Čároví: Vít Lederer Henrich Kráľ |
| Flek (Marcinko, Kaňák) 07:59' Zbořil (Kaňák, Kollár) 19:15' Kohout 51:07' | Flek (Marcinko, Kaňák) 07:59' Zbořil (Kaňák, Kollár) 19:15' Kohout 51:07' | 1:0 2:0 2:1 3:1 | 36:46' Sersen (Scheid) | Rozhodčí: Adam Kika Filip Vrba Čároví: Vít Lederer Henrich Kráľ |
| 4 min                                                                     | 4 min                                                                     | Tresty          | 12 min                 | Rozhodčí: Adam Kika Filip Vrba Čároví: Vít Lederer Henrich Kráľ |

## Tipsport extraliga
Hlavní článek: Česká hokejová extraliga 2023/2024
| Poř. | Tým                          | Z  | V  | VP | PP | P  | VG  | OG  | B   |
| ---- | ---------------------------- | -- | -- | -- | -- | -- | --- | --- | --- |
| 2.   | HC Sparta Praha              | 52 | 32 | 6  | 3  | 11 | 172 | 119 | 111 |
| 3.   | HC Oceláři Třinec            | 52 | 25 | 9  | 6  | 12 | 172 | 132 | 99  |
| 4.   | HC Kometa Brno               | 52 | 21 | 9  | 5  | 17 | 160 | 139 | 86  |
| 5.   | HC VERVA Litvínov            | 52 | 23 | 5  | 4  | 20 | 163 | 165 | 83  |
| 6.   | Banes Motor České Budějovice | 52 | 23 | 2  | 10 | 17 | 147 | 149 | 83  |

| Postup do play-off          |
| Postup do předkola play-off |

### Přehled
| Celkem | Celkem | Celkem | Celkem | Celkem | Celkem | Celkem | Celkem | Celkem | Doma | Doma | Doma | Doma | Doma | Doma | Doma | Venku | Venku | Venku | Venku | Venku | Venku | Venku |
| Z      | V      | VP     | PP     | P      | VG     | OG     | GR     | Body   | V    | VP   | PP   | P    | VG   | OG   | Body | V     | VP    | PP    | P     | VG    | OG    | Body  |
| ------ | ------ | ------ | ------ | ------ | ------ | ------ | ------ | ------ | ---- | ---- | ---- | ---- | ---- | ---- | ---- | ----- | ----- | ----- | ----- | ----- | ----- | ----- |
| 52     | 21     | 9      | 5      | 17     | 160    | 139    | +21    | 86     | 12   | 5    | 4    | 5    | 90   | 59   | 50   | 9     | 4     | 1     | 12    | 70    | 80    | 36    |

#### 1. čtvrtina
| 15. září 2023 18:00 | HC Kometa Brno | 0 : 4 (0:2, 0:1, 0:1) | Mountfield HK | Winning Group Arena, Brno Návštěvnost: 6 672 |  |

| Report        |               |                 | |                                                                                |
| Dominik Furch | Dominik Furch | Brankáři        | Patrik Bartošák | Rozhodčí: Antonín Jeřábek Lukáš Květoň Čároví: Miroslav Lhotský Stanislav Hnát |
|               |               | 0:1 0:2 0:3 0:4 | 11:06' Pavelka (Šťastný) 16:58' Tamáši (Jergl, Okuliar) 38:21' Zachar (Tamáši, Jasper) 59:16' Jank (Eberle, Miškář) | Rozhodčí: Antonín Jeřábek Lukáš Květoň Čároví: Miroslav Lhotský Stanislav Hnát |
| 2 min         | 2 min         | Tresty          | 8 min | Rozhodčí: Antonín Jeřábek Lukáš Květoň Čároví: Miroslav Lhotský Stanislav Hnát |
| 17            | 17            | Střely          | 31 | Rozhodčí: Antonín Jeřábek Lukáš Květoň Čároví: Miroslav Lhotský Stanislav Hnát |

| 17. září 2023 15:30 | HC Energie Karlovy Vary | 4 : 0 (1:0, 1:0, 2:0) | HC Kometa Brno | KV Arena, Karlovy Vary Návštěvnost: 4 527 |  |

| Report | |                 |               |                                                                       |
| Dominik Frodl | Dominik Frodl | Brankáři        | Dominik Furch | Rozhodčí: Matěj Sýkora Jakub Šindel Čároví: Tomáš Brejcha Tomáš Gerát |
| Černoch (Hladonik, Beránek) 08:00' Beránek (Černoch, Hladonik) 27:46' Jiskra (Gríger, Kangasniemi) 46:26' Procházka (Beránek, Černoch) 50:43' | Černoch (Hladonik, Beránek) 08:00' Beránek (Černoch, Hladonik) 27:46' Jiskra (Gríger, Kangasniemi) 46:26' Procházka (Beránek, Černoch) 50:43' | 1:0 2:0 3:0 4:0 |               | Rozhodčí: Matěj Sýkora Jakub Šindel Čároví: Tomáš Brejcha Tomáš Gerát |
| 16 min | 16 min | Tresty          | 10 min        | Rozhodčí: Matěj Sýkora Jakub Šindel Čároví: Tomáš Brejcha Tomáš Gerát |
| 22 | 22 | Střely          | 27            | Rozhodčí: Matěj Sýkora Jakub Šindel Čároví: Tomáš Brejcha Tomáš Gerát |

| 22. září 2023 18:00 | HC Kometa Brno | 2 : 3 (1:1, 0:1, 1:1) | HC VERVA Litvínov | Winning Group Arena, Brno Návštěvnost: 6 103 |  |

| Report                                                        |                                                               |                     |                                                            |                                                                 |
| Dominik Furch                                                 | Dominik Furch                                                 | Brankáři            | Matej Tomek                                                | Rozhodčí: Filip Vrba Adam Kika Čároví: Vít Lederer Pavel Blažek |
| Cingeľ (Pospíšil, Lintuniemi) 07:11' Pospíšil (Cingeľ) 50:35' | Cingeľ (Pospíšil, Lintuniemi) 07:11' Pospíšil (Cingeľ) 50:35' | 1:0 1:1 1:2 1:3 2:3 | 14:21' Abdul (Kaše) 34:32' Kirk (Hlava, Jaks) 44:41' Abdul | Rozhodčí: Filip Vrba Adam Kika Čároví: Vít Lederer Pavel Blažek |
| 6 min                                                         | 6 min                                                         | Tresty              | 8 min                                                      | Rozhodčí: Filip Vrba Adam Kika Čároví: Vít Lederer Pavel Blažek |
| 30                                                            | 30                                                            | Střely              | 27                                                         | Rozhodčí: Filip Vrba Adam Kika Čároví: Vít Lederer Pavel Blažek |

| 24. září 2023 16:00 | BK Mladá Boleslav | 6 : 3 (1:1, 2:0, 3:2) | HC Kometa Brno | ŠKO-ENERGO Aréna, Mladá Boleslav Návštěvnost: 3 314 |  |

| Report | |                                     |                                                                                                |                                                                        |
| Filip Novotný | Filip Novotný | Brankáři                            | Štěpán Lukeš                                                                                   | Rozhodčí: Petr Úlehla Jiří Ondráček Čároví: Lukáš Kajínek Jiří Svoboda |
| Järvinen (Lantoši, Pyrochta) 14:10' Fořt (Osburn, Roman) 28:22' Söderlund (Čech) 36:44' Lantoši (Järvinen) 46:55' Fořt (Roman, Osburn) 53:11' Söderlund 59:24' | Järvinen (Lantoši, Pyrochta) 14:10' Fořt (Osburn, Roman) 28:22' Söderlund (Čech) 36:44' Lantoši (Järvinen) 46:55' Fořt (Roman, Osburn) 53:11' Söderlund 59:24' | 1:0 1:1 2:1 3:1 4:1 5:1 5:2 5:3 6:3 | 14:45' Gazda (Flek, Zbořil) 58:02' Pospíšil (Ščotka, Gazda) 58:27' Lintuniemi (Zaťovič, Holík) | Rozhodčí: Petr Úlehla Jiří Ondráček Čároví: Lukáš Kajínek Jiří Svoboda |
| 10 min | 10 min | Tresty                              | 12 min                                                                                         | Rozhodčí: Petr Úlehla Jiří Ondráček Čároví: Lukáš Kajínek Jiří Svoboda |
| 23 | 23 | Střely                              | 34                                                                                             | Rozhodčí: Petr Úlehla Jiří Ondráček Čároví: Lukáš Kajínek Jiří Svoboda |

| 27. září 2023 18:00 | HC Kometa Brno | 4 : 0 (0:0, 3:0, 1:0) | Banes Motor České Budějovice | Winning Group Arena, Brno Návštěvnost: 5 086 |  |

| Report | |                 |                    |                                                                     |
| Dominik Furch | Dominik Furch | Brankáři        | Dominik Hrachovina | Rozhodčí: Roman Mrkva Filip Vrba Čároví: Marek Hlavatý Lukáš Rampír |
| Gazda (Zbořil, Holík) 26:51' Moses (Cingeľ) 32:24' Flek (Zaťovič, Lintuniemi) 34:21' Zaťovič (Ščotka, Flek) 58:49' | Gazda (Zbořil, Holík) 26:51' Moses (Cingeľ) 32:24' Flek (Zaťovič, Lintuniemi) 34:21' Zaťovič (Ščotka, Flek) 58:49' | 1:0 2:0 3:0 4:0 |                    | Rozhodčí: Roman Mrkva Filip Vrba Čároví: Marek Hlavatý Lukáš Rampír |
| 12 min | 12 min | Tresty          | 12 min             | Rozhodčí: Roman Mrkva Filip Vrba Čároví: Marek Hlavatý Lukáš Rampír |
| 28 | 28 | Střely          | 18                 | Rozhodčí: Roman Mrkva Filip Vrba Čároví: Marek Hlavatý Lukáš Rampír |

| 29. září 2023 18:00 | Rytíři Kladno | 1 : 4 (0:1, 0:1, 1:2) | HC Kometa Brno | ČEZ stadion, Kladno Návštěvnost: 2 793 |  |

| Report                             |                                    |                     | |                                                                |
| Adam Brízgala                      | Adam Brízgala                      | Brankáři            | Dominik Furch                                                                                                 | Rozhodčí: Jan Hribik Jan Jaroš Čároví: Josef Špůr Petr Šimánek |
| Ticháček (Plekanec, Frolík) 56:21' | Ticháček (Plekanec, Frolík) 56:21' | 0:1 0:2 0:3 0:4 1:4 | 07:46' Gazda (Pospíšil, Ďaloga) 32:52' Pospíšil (Moses) 42:25' Zaťovič (Flek) 53:54' Flek (do prázdné branky) | Rozhodčí: Jan Hribik Jan Jaroš Čároví: Josef Špůr Petr Šimánek |
| 31 min                             | 31 min                             | Tresty              | 8 min | Rozhodčí: Jan Hribik Jan Jaroš Čároví: Josef Špůr Petr Šimánek |
| 17                                 | 17                                 | Střely              | 32 | Rozhodčí: Jan Hribik Jan Jaroš Čároví: Josef Špůr Petr Šimánek |

| 1. října 2023 16:00 | HC Sparta Praha | 0 : 2 (0:0, 0:0, 0:2) | HC Kometa Brno | O2 arena, Praha Návštěvnost: 10 554 |  |

| Report      |             |          |                                                     |                                                                           |
| Jakub Kovář | Jakub Kovář | Brankáři | Dominik Furch                                       | Rozhodčí: Jan Hribik Tomáš Veselý Čároví: Miroslav Lhotský Stanislav Hnát |
|             |             | 0:1 0:2  | 40:26' Cingeľ 59:41' Lintuniemi (do prázdné branky) | Rozhodčí: Jan Hribik Tomáš Veselý Čároví: Miroslav Lhotský Stanislav Hnát |
| 10 min      | 10 min      | Tresty   | 8 min                                               | Rozhodčí: Jan Hribik Tomáš Veselý Čároví: Miroslav Lhotský Stanislav Hnát |
| 24          | 24          | Střely   | 26                                                  | Rozhodčí: Jan Hribik Tomáš Veselý Čároví: Miroslav Lhotský Stanislav Hnát |

| 6. října 2023 18:00 | HC Dynamo Pardubice | 5 : 3 (2:0, 1:3, 2:0) | HC Kometa Brno | Enteria Arena, Pardubice Návštěvnost: 9 798 |  |

| Report | |                                 |                                                                                   |                                                                          |
| Roman Will | Roman Will | Brankáři                        | Dominik Furch                                                                     | Rozhodčí: Jan Hribik Jiří Ondráček Čároví: Miroslav Lhotský Petr Šimánek |
| Hyka (Sedlák) 07:07' Bučko (Radil, Paulovič) 14:36' Cienciala (Čerešňák, Sedlák) 27:55' Čerešňák (Hyka, Sedlák) 49:00' Sedlák (Hyka, Cienciala, do prázdné branky) 59:44' | Hyka (Sedlák) 07:07' Bučko (Radil, Paulovič) 14:36' Cienciala (Čerešňák, Sedlák) 27:55' Čerešňák (Hyka, Sedlák) 49:00' Sedlák (Hyka, Cienciala, do prázdné branky) 59:44' | 1:0 2:0 3:0 3:1 3:2 3:3 4:3 5:3 | 28:43' Gazda (Ďaloga) 30:29' Moses (Pospíšil, Ďaloga) 32:10' Cingeľ (Flek, Moses) | Rozhodčí: Jan Hribik Jiří Ondráček Čároví: Miroslav Lhotský Petr Šimánek |
| 8 min | 8 min | Tresty                          | 8 min                                                                             | Rozhodčí: Jan Hribik Jiří Ondráček Čároví: Miroslav Lhotský Petr Šimánek |
| 41 | 41 | Střely                          | 25                                                                                | Rozhodčí: Jan Hribik Jiří Ondráček Čároví: Miroslav Lhotský Petr Šimánek |

| 8. října 2023 17:00 | HC Kometa Brno | 3 : 2 PP (0:0, 1:1, 1:1 – 1:0) | HC Olomouc | Winning Group Arena, Brno Návštěvnost: 6 708 |  |

| Report                                                           |                                                                  |                     |                                                             |                                                                          |
| Dominik Furch                                                    | Dominik Furch                                                    | Brankáři            | Branislav Konrád                                            | Rozhodčí: Antonín Jeřábek Pavel Obadal Čároví: Michal Axman Pavel Blažek |
| Zbořil (Ďaloga) 36:36' Gazda (Holík, Moses) 53:05' Ščotka 63:20' | Zbořil (Ďaloga) 36:36' Gazda (Holík, Moses) 53:05' Ščotka 63:20' | 1:0 1:1 1:2 2:2 3:2 | 38:47' Kucsera (Anděl, Sirota) 48:51' Kunc (Anděl, Kucsera) | Rozhodčí: Antonín Jeřábek Pavel Obadal Čároví: Michal Axman Pavel Blažek |
| 4 min                                                            | 4 min                                                            | Tresty              | 10 min                                                      | Rozhodčí: Antonín Jeřábek Pavel Obadal Čároví: Michal Axman Pavel Blažek |
| 40                                                               | 40                                                               | Střely              | 30                                                          | Rozhodčí: Antonín Jeřábek Pavel Obadal Čároví: Michal Axman Pavel Blažek |

| 12. října 2023 17:30 | HC Škoda Plzeň | 1 : 2 (1:1, 0:1, 0:0) | HC Kometa Brno | LOGSPEED CZ ARÉNA, Plzeň Návštěvnost: 3 893 |  |

| Report                           |                                  |             |                                                             |                                                                       |
| Dominik Pavlát                   | Dominik Pavlát                   | Brankáři    | Dominik Furch                                               | Rozhodčí: Daniel Pražák Jiří Ondráček Čároví: Tomáš Gerát Michal Zíka |
| Lev (Zámorský, Söderlund) 14:26' | Lev (Zámorský, Söderlund) 14:26' | 0:1 1:1 1:2 | 08:12' Kohout (Gazda, Ďaloga) 29:16' Vincour (Flek, Cingeľ) | Rozhodčí: Daniel Pražák Jiří Ondráček Čároví: Tomáš Gerát Michal Zíka |
| 8 min                            | 8 min                            | Tresty      | 14 min                                                      | Rozhodčí: Daniel Pražák Jiří Ondráček Čároví: Tomáš Gerát Michal Zíka |
| 31                               | 31                               | Střely      | 33                                                          | Rozhodčí: Daniel Pražák Jiří Ondráček Čároví: Tomáš Gerát Michal Zíka |

| 15. října 2023 14:30 | HC Kometa Brno | 3 : 5 (0:1, 3:2, 0:2) | HC VÍTKOVICE RIDERA | Winning Group Arena, Brno Návštěvnost: 6 847 |  |

| Report                                                                      |                                                                             |                                 | |                                                                      |
| Dominik Furch                                                               | Dominik Furch                                                               | Brankáři                        | Lukáš Klimeš | Rozhodčí: Jiří Ondráček Filip Vrba Čároví: Lukáš Rampír Pavel Blažek |
| Cingeľ (Ščotka) 27:52' Zaťovič (Vincour) 34:03' Moses (Cingeľ, Okál) 39:14' | Cingeľ (Ščotka) 27:52' Zaťovič (Vincour) 34:03' Moses (Cingeľ, Okál) 39:14' | 0:1 1:1 2:1 2:2 3:2 3:3 3:4 3:5 | 07:56' Kotala (Percy, Kalus) 34:36' Bukarts (Percy, Grman) 39:44' Lakatoš (Raskob, Zdráhal) 53:32' Krieger (Percy, Mueller) 58:55' Lakatoš (do prázdné branky) | Rozhodčí: Jiří Ondráček Filip Vrba Čároví: Lukáš Rampír Pavel Blažek |
| 12 min                                                                      | 12 min                                                                      | Tresty                          | 8 min | Rozhodčí: Jiří Ondráček Filip Vrba Čároví: Lukáš Rampír Pavel Blažek |
| 27                                                                          | 27                                                                          | Střely                          | 31 | Rozhodčí: Jiří Ondráček Filip Vrba Čároví: Lukáš Rampír Pavel Blažek |

| 20. října 2023 18:00 | HC Kometa Brno | 5 : 2 (0:2, 2:0, 3:0) | Bílí Tygři Liberec | Winning Group Arena, Brno Návštěvnost: 6 433 |  |

| Report | |                             |                                             |                                                                          |
| Dominik Frodl | Dominik Frodl | Brankáři                    | Daniel Král                                 | Rozhodčí: Jan Hribik Luděk Pilný Čároví: Stanislav Hnát Miroslav Lhotský |
| Moses (Ščotka, Flek) 28:18' Moses (Ščotka, Flek) 37:12' Kučeřík (Zbořil, Marcinko) 45:03' Moses (Zbořil) 57:07' Zbořil (Marcinko, do prázdné branky) 58:34' | Moses (Ščotka, Flek) 28:18' Moses (Ščotka, Flek) 37:12' Kučeřík (Zbořil, Marcinko) 45:03' Moses (Zbořil) 57:07' Zbořil (Marcinko, do prázdné branky) 58:34' | 0:1 0:2 1:2 2:2 3:2 4:2 5:2 | 06:17' Vlach (Budík) 07:40' Vlach (Filippi) | Rozhodčí: Jan Hribik Luděk Pilný Čároví: Stanislav Hnát Miroslav Lhotský |
| 8 min | 8 min | Tresty                      | 8 min                                       | Rozhodčí: Jan Hribik Luděk Pilný Čároví: Stanislav Hnát Miroslav Lhotský |
| 38 | 38 | Střely                      | 30                                          | Rozhodčí: Jan Hribik Luděk Pilný Čároví: Stanislav Hnát Miroslav Lhotský |

| 22. října 2023 17:00 | HC Kometa Brno | 2 : 3 SN (1:0, 0:1, 1:1 – 0:0 – 0:1) | HC Oceláři Třinec | Winning Group Arena, Brno Návštěvnost: 6 735 |  |

| Report                                                                               |                                                                                      |                                                    |                                                                                            |                                                                    |
| Dominik Furch                                                                        | Dominik Furch                                                                        | Brankáři                                           | Marek Mazanec                                                                              | Rozhodčí: Roman Mrkva Tomáš Cabák Čároví: Vít Lederer Pavel Blažek |
| Holík (Zaťovič, Kaňák) 12:02' Moses (Ščotka, Cingeľ) 47:25' Zbořil Flek Cingeľ Holík | Holík (Zaťovič, Kaňák) 12:02' Moses (Ščotka, Cingeľ) 47:25' Zbořil Flek Cingeľ Holík | 1:0 1:1 2:1 2:2 Samostatné nájezdy 0:0 0:1 0:2 0:2 | 30:09' Nestrašil (Hudáček, Daňo) 54:53' Adámek (Dravecký, Vrána) Dravecký Daňo Pánik Vrána | Rozhodčí: Roman Mrkva Tomáš Cabák Čároví: Vít Lederer Pavel Blažek |
| 6 min                                                                                | 6 min                                                                                | Tresty                                             | 10 min                                                                                     | Rozhodčí: Roman Mrkva Tomáš Cabák Čároví: Vít Lederer Pavel Blažek |
| 24                                                                                   | 24                                                                                   | Střely                                             | 31                                                                                         | Rozhodčí: Roman Mrkva Tomáš Cabák Čároví: Vít Lederer Pavel Blažek |

#### 2. čtvrtina
| 27. října 2023 18:00 | Mountfield HK | 1 : 5 (0:1, 0:1, 1:3) | HC Kometa Brno | ČPP aréna, Hradec Králové Návštěvnost: 4 842 |  |

| Report                |                       |                         | |                                                                     |
| Patrik Bartošák       | Patrik Bartošák       | Brankáři                | Dominik Furch | Rozhodčí: René Hradil Peter Stano Čároví: Lukáš Rampír Michal Axman |
| Jergl (Tamáši) 44:24' | Jergl (Tamáši) 44:24' | 0:1 0:2 1:2 1:3 1:4 1:5 | 14:00' Marcinko (Zaťovič) 39:47' Okál 51:05' Pospíšil (Moses) 53:50' Flek (Holík, Ščotka) 54:05' Vincour (Kratochvíl, Okál) | Rozhodčí: René Hradil Peter Stano Čároví: Lukáš Rampír Michal Axman |
| 32 min                | 32 min                | Tresty                  | 6 min | Rozhodčí: René Hradil Peter Stano Čároví: Lukáš Rampír Michal Axman |
| 33                    | 33                    | Střely                  | 20 | Rozhodčí: René Hradil Peter Stano Čároví: Lukáš Rampír Michal Axman |

| 29. října 2023 17:00 | HC Kometa Brno | 3 : 0 (1:0, 2:0, 0:0) | HC Energie Karlovy Vary | Winning Group Arena, Brno Návštěvnost: 6 278 |  |

| Report                                                                                             | |             |               |                                                                       |
| Dominik Furch                                                                                      | Dominik Furch                                                                                      | Brankáři    | Dominik Frodl | Rozhodčí: Jakub Šindel Lukáš Květoň Čároví: David Klouček David Thuma |
| Ščotka (Zaťovič, Lintuniemi) 08:55' Marcinko (Kohout, Kučeřík) 20:08' Holík (Zaťovič, Flek) 30:26' | Ščotka (Zaťovič, Lintuniemi) 08:55' Marcinko (Kohout, Kučeřík) 20:08' Holík (Zaťovič, Flek) 30:26' | 1:0 2:0 3:0 |               | Rozhodčí: Jakub Šindel Lukáš Květoň Čároví: David Klouček David Thuma |
| 4 min                                                                                              | 4 min                                                                                              | Tresty      | 12 min        | Rozhodčí: Jakub Šindel Lukáš Květoň Čároví: David Klouček David Thuma |
| 28                                                                                                 | 28                                                                                                 | Střely      | 18            | Rozhodčí: Jakub Šindel Lukáš Květoň Čároví: David Klouček David Thuma |

| 27. října 2023 18:00 | HC VERVA Litvínov | 6 : 3 (2:1, 2:0, 2:2) | HC Kometa Brno | Zimní stadion Ivana Hlinky, Litvínov Návštěvnost: 4 282 |  |

| Report | |                                     |                                                                            |                                                                     |
| Matej Tomek | Matej Tomek | Brankáři                            | Štěpán Lukeš                                                               | Rozhodčí: Petr Úlehla Jiří Ondráček Čároví: Josef Špůr Petr Šimánek |
| D. Kaše (Hlava, Baránek) 11:39' Jaks (D. Kaše) 13:46' Maštalířský (Kirk) 32:06' Abdul (Gut) 39:31' Hlava (O. Kaše) 51:56' Hlava (O. Kaše, do prázdné branky) 59:45' | D. Kaše (Hlava, Baránek) 11:39' Jaks (D. Kaše) 13:46' Maštalířský (Kirk) 32:06' Abdul (Gut) 39:31' Hlava (O. Kaše) 51:56' Hlava (O. Kaše, do prázdné branky) 59:45' | 0:1 1:1 2:1 3:1 4:1 4:2 4:3 5:3 6:3 | 04:09' Zaťovič (Holík, Gazda) 41:27' Pospíšil (Moses, Cingeľ) 45:20' Moses | Rozhodčí: Petr Úlehla Jiří Ondráček Čároví: Josef Špůr Petr Šimánek |
| 8 min | 8 min | Tresty                              | 12 min                                                                     | Rozhodčí: Petr Úlehla Jiří Ondráček Čároví: Josef Špůr Petr Šimánek |
| 36 | 36 | Střely                              | 36                                                                         | Rozhodčí: Petr Úlehla Jiří Ondráček Čároví: Josef Špůr Petr Šimánek |

| 3. listopadu 2023 18:00 | HC Kometa Brno | 2 : 1 (0:1, 2:0, 0:0) | BK Mladá Boleslav | Winning Group Arena, Brno Návštěvnost: 6 254 |  |

| Report                                                    |                                                           |             |                         |                                                                    |
| Dominik Furch                                             | Dominik Furch                                             | Brankáři    | Filip Novotný           | Rozhodčí: Filip Vrba Lukáš Květoň Čároví: Michal Zíka Lukáš Rampír |
| Cingeľ (Moses, Ščotka) 32:05' Holík (Flek, Ďaloga) 35:58' | Cingeľ (Moses, Ščotka) 32:05' Holík (Flek, Ďaloga) 35:58' | 0:1 1:1 2:1 | 15:10' Osburn (Novotný) | Rozhodčí: Filip Vrba Lukáš Květoň Čároví: Michal Zíka Lukáš Rampír |
| 4 min                                                     | 4 min                                                     | Tresty      | 6 min                   | Rozhodčí: Filip Vrba Lukáš Květoň Čároví: Michal Zíka Lukáš Rampír |
| 26                                                        | 26                                                        | Střely      | 19                      | Rozhodčí: Filip Vrba Lukáš Květoň Čároví: Michal Zíka Lukáš Rampír |

| 5. listopadu 2023 17:00 | Banes Motor České Budějovice | 5 : 2 (1:0, 2:0, 2:2) | HC Kometa Brno | Budvar aréna, České Budějovice Návštěvnost: 6 184 |  |

| Report | |                             |                                                    |                                                                         |
| Jan Strmeň | Jan Strmeň | Brankáři                    | Dominik Furch                                      | Rozhodčí: Antonín Jeřábek Jan Jaroš Čároví: Jiří Svoboda Stanislav Hnát |
| Beránek (Harris, Vráblík) 15:31' Kondelík (Štencel, Gulaš) 26:56' Kondelík (Štencel, Kubík) 26:56' Kubík (Kondelík, Vráblík) 40:31' Toman (do prázdné branky) 59:28' | Beránek (Harris, Vráblík) 15:31' Kondelík (Štencel, Gulaš) 26:56' Kondelík (Štencel, Kubík) 26:56' Kubík (Kondelík, Vráblík) 40:31' Toman (do prázdné branky) 59:28' | 1:0 2:0 3:0 4:0 4:1 4:2 5:2 | 49:39' Zaťovič (Holík) 51:19' Cingeľ (Flek, Moses) | Rozhodčí: Antonín Jeřábek Jan Jaroš Čároví: Jiří Svoboda Stanislav Hnát |
| 10 min | 10 min | Tresty                      | 6 min                                              | Rozhodčí: Antonín Jeřábek Jan Jaroš Čároví: Jiří Svoboda Stanislav Hnát |
| 26 | 26 | Střely                      | 27                                                 | Rozhodčí: Antonín Jeřábek Jan Jaroš Čároví: Jiří Svoboda Stanislav Hnát |

| 17. listopadu 2023 17:00 | HC Kometa Brno | 8 : 1 (1:0, 3:0, 4:1) | Rytíři Kladno | Winning Group Arena, Brno Návštěvnost: 7 145 |  |

| Report | |                                     |                                          |                                                                   |
| Dominik Furch | Dominik Furch | Brankáři                            | Adam Brízgala (od 41. minuty Landon Bow) | Rozhodčí: Adam Kika Pavel Obadal Čároví: Michal Axman Vít Lederer |
| Gazda 01:21' Gazda (Zbořil, Marcinko) 24:35' Marcinko (Ščotka, Lintuniemi) 32:14' Vincour (Kos, Marcinko) 34:14' Vincour 46:19' Okál (Flek) 47:22' Vincour (Kos) 58:20' Lintuniemi (Ščotka, Moses) 59:35' | Gazda 01:21' Gazda (Zbořil, Marcinko) 24:35' Marcinko (Ščotka, Lintuniemi) 32:14' Vincour (Kos, Marcinko) 34:14' Vincour 46:19' Okál (Flek) 47:22' Vincour (Kos) 58:20' Lintuniemi (Ščotka, Moses) 59:35' | 1:0 2:0 3:0 4:0 5:0 6:0 6:1 7:1 8:1 | 54:59' Klepiš (Dotchin, Hejda)           | Rozhodčí: Adam Kika Pavel Obadal Čároví: Michal Axman Vít Lederer |
| 35 min | 35 min | Tresty                              | 10 min                                   | Rozhodčí: Adam Kika Pavel Obadal Čároví: Michal Axman Vít Lederer |
| 37 | 37 | Střely                              | 32                                       | Rozhodčí: Adam Kika Pavel Obadal Čároví: Michal Axman Vít Lederer |

| 19. listopadu 2023 17:00 | HC Kometa Brno | 2 : 1 PP (0:0, 1:0, 0:1 – 1:0) | HC Sparta Praha | Winning Group Arena, Brno Návštěvnost: 7 700 (vyprodáno) |  |

| Report                                       |                                              |             |                                 |                                                                  |
| Dominik Furch                                | Dominik Furch                                | Brankáři    | Josef Kořenář                   | Rozhodčí: Roman Mrkva Robin Šír Čároví: Vít Lederer Pavel Blažek |
| Kos (Vincour) 33:08' Cingeľ (Kučeřík) 61:15' | Kos (Vincour) 33:08' Cingeľ (Kučeřík) 61:15' | 1:0 1:1 2:1 | 53:21' Chlapík (Horák, Krejčík) | Rozhodčí: Roman Mrkva Robin Šír Čároví: Vít Lederer Pavel Blažek |
| 10 min                                       | 10 min                                       | Tresty      | 12 min                          | Rozhodčí: Roman Mrkva Robin Šír Čároví: Vít Lederer Pavel Blažek |
| 28                                           | 28                                           | Střely      | 22                              | Rozhodčí: Roman Mrkva Robin Šír Čároví: Vít Lederer Pavel Blažek |

| 24. listopadu 2023 18:00 | HC Kometa Brno | 4 : 3 PP (1:0, 1:1, 1:2 – 1:0) | HC Dynamo Pardubice | Winning Group Arena, Brno Návštěvnost: 7 115 |  |

| Report | |                             |                                                                                      |                                                                       |
| Dominik Furch                                                                                                  | Dominik Furch                                                                                                  | Brankáři                    | Roman Will                                                                           | Rozhodčí: Jakub Šindel Filip Vrba Čároví: Stanislav Hnát Daniel Hynek |
| Kučeřík (Kos, Marcinko) 11:40' Zbořil (Flek, Zaťovič) 22:05' Pospíšil (Cingeľ) 58:40' Cingeľ (Pospíšil) 61:24' | Kučeřík (Kos, Marcinko) 11:40' Zbořil (Flek, Zaťovič) 22:05' Pospíšil (Cingeľ) 58:40' Cingeľ (Pospíšil) 61:24' | 1:0 2:0 2:1 2:2 2:3 3:3 4:3 | 24:18' Kousal (Radil) 42:47' Kaut (Paulovič, Vála) 48:52' Paulovič (Zohorna, Dvořák) | Rozhodčí: Jakub Šindel Filip Vrba Čároví: Stanislav Hnát Daniel Hynek |
| 4 min | 4 min | Tresty                      | 6 min                                                                                | Rozhodčí: Jakub Šindel Filip Vrba Čároví: Stanislav Hnát Daniel Hynek |
| 29 | 29 | Střely                      | 20                                                                                   | Rozhodčí: Jakub Šindel Filip Vrba Čároví: Stanislav Hnát Daniel Hynek |

| 26. listopadu 2023 17:00 | HC Olomouc | 3 : 1 (1:1, 1:0, 1:0) | HC Kometa Brno | Zimní stadion Olomouc, Olomouc Návštěvnost: 5 500 (vyprodáno) |  |

| Report                                                                                                 | |                 |                      |                                                                     |
| Branislav Konrád                                                                                       | Branislav Konrád                                                                                       | Brankáři        | Štěpán Lukeš         | Rozhodčí: Adam Kika Jiří Ondráček Čároví: Lukáš Rampír Michal Axman |
| Plášek (Orsava, Ondrušek) 15:45' Sirota (Plášek, Orsava) 26:25' Kunc (Macuh, do prázdné branky) 59:28' | Plášek (Orsava, Ondrušek) 15:45' Sirota (Plášek, Orsava) 26:25' Kunc (Macuh, do prázdné branky) 59:28' | 0:1 1:1 2:1 3:1 | 11:52' Vincour (Kos) | Rozhodčí: Adam Kika Jiří Ondráček Čároví: Lukáš Rampír Michal Axman |
| 8 min                                                                                                  | 8 min                                                                                                  | Tresty          | 12 min               | Rozhodčí: Adam Kika Jiří Ondráček Čároví: Lukáš Rampír Michal Axman |
| 24 | 24 | Střely          | 22                   | Rozhodčí: Adam Kika Jiří Ondráček Čároví: Lukáš Rampír Michal Axman |

| 28. listopadu 2023 18:00 | HC Kometa Brno | 4 : 1 (1:0, 2:1, 1:0) | HC Škoda Plzeň | Winning Group Arena, Brno Návštěvnost: 6 420 |  |

| Report | |                     |                         |                                                                       |
| Štěpán Lukeš | Štěpán Lukeš | Brankáři            | Samuel Hlavaj           | Rozhodčí: Daniel Pražák Lukáš Květoň Čároví: Michal Zíka Pavel Blažek |
| Gazda (Zbořil, Pospíšil) 14:04' Moses (Pospíšil) 24:37' Gazda (Okál, Ekrt) 37:08' Zaťovič (Kučeřík, do prázdné branky) 58:45' | Gazda (Zbořil, Pospíšil) 14:04' Moses (Pospíšil) 24:37' Gazda (Okál, Ekrt) 37:08' Zaťovič (Kučeřík, do prázdné branky) 58:45' | 1:0 2:0 2:1 3:1 4:1 | 29:56' Zámorský (Mertl) | Rozhodčí: Daniel Pražák Lukáš Květoň Čároví: Michal Zíka Pavel Blažek |
| 40 min | 40 min | Tresty              | 17 min                  | Rozhodčí: Daniel Pražák Lukáš Květoň Čároví: Michal Zíka Pavel Blažek |
| 36 | 36 | Střely              | 28                      | Rozhodčí: Daniel Pražák Lukáš Květoň Čároví: Michal Zíka Pavel Blažek |

| 21. února 2024 17:30 | HC VÍTKOVICE RIDERA | 4 : 0 (0:0, 2:0, 2:0) | HC Kometa Brno | Ostravar Aréna, Vítkovice Návštěvnost: 4 197 |  |

| Report | |                 |               |                                                                      |
| Lukáš Klimeš | Lukáš Klimeš | Brankáři        | Dominik Furch | Rozhodčí: Adam Kika Tomáš Mejzlík Čároví: Jiří Ondráček Pavel Blažek |
| Barinka (Zdráhal) 23:06' Půček (Lednický, Prčík) 38:24' Claireaux (Zdráhal, Barinka) 44:41' Raskob (Peterek) 51:17' | Barinka (Zdráhal) 23:06' Půček (Lednický, Prčík) 38:24' Claireaux (Zdráhal, Barinka) 44:41' Raskob (Peterek) 51:17' | 1:0 2:0 3:0 4:0 |               | Rozhodčí: Adam Kika Tomáš Mejzlík Čároví: Jiří Ondráček Pavel Blažek |
| 6 min | 6 min | Tresty          | 4 min         | Rozhodčí: Adam Kika Tomáš Mejzlík Čároví: Jiří Ondráček Pavel Blažek |
| 29 | 29 | Střely          | 31            | Rozhodčí: Adam Kika Tomáš Mejzlík Čároví: Jiří Ondráček Pavel Blažek |

| 3. prosince 2023 15:00 | Bílí Tygři Liberec | 1 : 6 (0:3, 1:3, 0:0) | HC Kometa Brno | Home Credit Arena, Liberec Návštěvnost: 4 116 |  |

| Report                                  |                                         |                             | |                                                                        |
| Daniel Král (od 31. minuty Lukáš Pařík) | Daniel Král (od 31. minuty Lukáš Pařík) | Brankáři                    | Štěpán Lukeš | Rozhodčí: Daniel Pražák Jakub Šindel Čároví: Lukáš Kajínek Michal Zíka |
| Knot (Klíma, Najman) 27:09'             | Knot (Klíma, Najman) 27:09'             | 0:1 0:2 0:3 1:3 1:4 1:5 1:6 | 00:24' Kaňák (Flek, Lintuniemi) 03:10' Moses (Cingeľ, Gazda) 07:17' Moses (Vincour, Cingeľ) 27:49' Gazda (Kohout) 29:41' Gazda (Zbořil, Holík) 30:00' Moses (Pospíšil, Vincour) | Rozhodčí: Daniel Pražák Jakub Šindel Čároví: Lukáš Kajínek Michal Zíka |
| 15 min                                  | 15 min                                  | Tresty                      | 15 min | Rozhodčí: Daniel Pražák Jakub Šindel Čároví: Lukáš Kajínek Michal Zíka |
| 29                                      | 29                                      | Střely                      | 40 | Rozhodčí: Daniel Pražák Jakub Šindel Čároví: Lukáš Kajínek Michal Zíka |

| 8. prosince 2023 17:00 | HC Oceláři Třinec | 2 : 1 (0:0, 1:0, 1:1) | HC Kometa Brno | Werk Arena, Třinec Návštěvnost: 4 137 |  |

| Report                                                                 |                                                                        |             |                               |                                                                        |
| Marek Mazanec                                                          | Marek Mazanec                                                          | Brankáři    | Štěpán Lukeš                  | Rozhodčí: Robin Šír Roman Mrkva Čároví: Marek Hlavatý Vladimír Rožánek |
| Růžička (Voženílek, Jeřábek) 24:06' Růžička (Adámek, Voženílek) 55:53' | Růžička (Voženílek, Jeřábek) 24:06' Růžička (Adámek, Voženílek) 55:53' | 1:0 2:0 2:1 | 59:53' Marcinko (Flek, Gazda) | Rozhodčí: Robin Šír Roman Mrkva Čároví: Marek Hlavatý Vladimír Rožánek |
| 4 min                                                                  | 4 min                                                                  | Tresty      | 6 min                         | Rozhodčí: Robin Šír Roman Mrkva Čároví: Marek Hlavatý Vladimír Rožánek |
| 27                                                                     | 27                                                                     | Střely      | 41                            | Rozhodčí: Robin Šír Roman Mrkva Čároví: Marek Hlavatý Vladimír Rožánek |

#### 3. čtvrtina
| 10. prosince 2023 16:00 | Mountfield HK | 5 : 2 (1:1, 0:0, 4:1) | HC Kometa Brno | ČPP aréna, Hradec Králové Návštěvnost: 4 049 |  |

| Report | |                             |                                                           |                                                                     |
| Jan Lukáš | Jan Lukáš | Brankáři                    | Štěpán Lukeš                                              | Rozhodčí: Jan Hribik Tomáš Veselý Čároví: Josef Špůr Ondřej Bohuněk |
| Pavelka (Blain, Jergl) 11:08' Jasper (Pláněk, Perret) 41:53' Estephan (Štastný, Miškář) 53:21' Estephan (Lalancette) 57:28' Jergl (Okuliar, do prázdné branky) 59:27' | Pavelka (Blain, Jergl) 11:08' Jasper (Pláněk, Perret) 41:53' Estephan (Štastný, Miškář) 53:21' Estephan (Lalancette) 57:28' Jergl (Okuliar, do prázdné branky) 59:27' | 1:0 1:1 2:1 2:2 3:2 4:2 5:2 | 12:12' Flek (Zaťovič, Kaňák) 49:16' Flek (Ďaloga, Cingeľ) | Rozhodčí: Jan Hribik Tomáš Veselý Čároví: Josef Špůr Ondřej Bohuněk |
| 29 min | 29 min | Tresty                      | 10 min                                                    | Rozhodčí: Jan Hribik Tomáš Veselý Čároví: Josef Špůr Ondřej Bohuněk |
| 24 | 24 | Střely                      | 23                                                        | Rozhodčí: Jan Hribik Tomáš Veselý Čároví: Josef Špůr Ondřej Bohuněk |

| 20. prosince 2023 17:30 | HC Energie Karlovy Vary | 3 : 2 PP (2:1, 0:0, 0:1 – 1:0) | HC Kometa Brno | KV Arena, Karlovy Vary Návštěvnost: 3 315 |  |

| Report                                                                                      |                                                                                             |                     |                                          |                                                                      |
| Dominik Frodl                                                                               | Dominik Frodl                                                                               | Brankáři            | Jan Kavan                                | Rozhodčí: Jiří Ondráček Jan Jaroš Čároví: Tomáš Gerát Stanislav Hnát |
| Procházka (Gríger, Jiskra) 16:41' Gríger (Procházka, Jiskra) 19:59' Jiskra (Redlich) 63:56' | Procházka (Gríger, Jiskra) 16:41' Gríger (Procházka, Jiskra) 19:59' Jiskra (Redlich) 63:56' | 0:1 1:1 2:1 2:2 3:2 | 15:48' Kos (Ďaloga, Vincour) 44:29' Flek | Rozhodčí: Jiří Ondráček Jan Jaroš Čároví: Tomáš Gerát Stanislav Hnát |
| 4 min                                                                                       | 4 min                                                                                       | Tresty              | 8 min                                    | Rozhodčí: Jiří Ondráček Jan Jaroš Čároví: Tomáš Gerát Stanislav Hnát |
| 26                                                                                          | 26                                                                                          | Střely              | 39                                       | Rozhodčí: Jiří Ondráček Jan Jaroš Čároví: Tomáš Gerát Stanislav Hnát |

| 17. ledna 2024 18:00 | HC Kometa Brno | 3 : 1 (1:0, 0:1, 2:0) | HC VERVA Litvínov | Winning Group Arena, Brno Návštěvnost: 7 412 |  |

| Report                                                                                           |                                                                                                  |                 |                              |                                                                        |
| Jan Kavan                                                                                        | Jan Kavan                                                                                        | Brankáři        | Matej Tomek                  | Rozhodčí: Adam Kika Lukáš Květoň Čároví: Miroslav Lhotský Daniel Hynek |
| Cingeľ (Flek, Zaťovič) 12:53' Ščotka (Gazda, Pospíšil) 57:26' Zaťovič (do prázdné branky) 59:33' | Cingeľ (Flek, Zaťovič) 12:53' Ščotka (Gazda, Pospíšil) 57:26' Zaťovič (do prázdné branky) 59:33' | 1:0 1:1 2:1 3:1 | 21:33' D. Kaše (Jaks, Hlava) | Rozhodčí: Adam Kika Lukáš Květoň Čároví: Miroslav Lhotský Daniel Hynek |
| 2 min                                                                                            | 2 min                                                                                            | Tresty          | 8 min                        | Rozhodčí: Adam Kika Lukáš Květoň Čároví: Miroslav Lhotský Daniel Hynek |
| 49                                                                                               | 49                                                                                               | Střely          | 29                           | Rozhodčí: Adam Kika Lukáš Květoň Čároví: Miroslav Lhotský Daniel Hynek |

| 26. prosince 2023 16:00 | BK Mladá Boleslav | 3 : 1 (1:1, 1:0, 1:0) | HC Kometa Brno | ŠKO-ENERGO Aréna, Mladá Boleslav Návštěvnost: 2 972 |  |

| Report                                                                                        |                                                                                               |                 |                             |                                                                   |
| Jan Růžička                                                                                   | Jan Růžička                                                                                   | Brankáři        | Štěpán Lukeš                | Rozhodčí: Adam Kika Tomáš Mejzlík Čároví: Josef Špůr Pavel Blažek |
| Lantoši (Järvinen, Gewiese) 18:06' Osburn (Krivošík) 24:08' Lantoši (Pyrochta, Bernad) 49:20' | Lantoši (Järvinen, Gewiese) 18:06' Osburn (Krivošík) 24:08' Lantoši (Pyrochta, Bernad) 49:20' | 0:1 1:1 2:1 3:1 | 09:45' Okál (Zbořil, Gazda) | Rozhodčí: Adam Kika Tomáš Mejzlík Čároví: Josef Špůr Pavel Blažek |
| 4 min                                                                                         | 4 min                                                                                         | Tresty          | 8 min                       | Rozhodčí: Adam Kika Tomáš Mejzlík Čároví: Josef Špůr Pavel Blažek |
| 23                                                                                            | 23                                                                                            | Střely          | 26                          | Rozhodčí: Adam Kika Tomáš Mejzlík Čároví: Josef Špůr Pavel Blažek |

| 28. prosince 2023 18:00 | HC Kometa Brno | 2 : 5 (0:0, 1:3, 1:2) | Banes Motor České Budějovice | Winning Group Arena, Brno Návštěvnost: 7 700 (vyprodáno) |  |

| Report                                                           |                                                                  |                             | |                                                                       |
| Štěpán Lukeš (od 27. minuty Jan Kavan)                           | Štěpán Lukeš (od 27. minuty Jan Kavan)                           | Brankáři                    | Jan Strmeň | Rozhodčí: Adam Kika Filip Vrba Čároví: Marek Hlavatý Vladimír Rožánek |
| Kučeřík (Cingeľ, Holland) 28:56' Okál (Holík, Lintuniemi) 49:06' | Kučeřík (Cingeľ, Holland) 28:56' Okál (Holík, Lintuniemi) 49:06' | 0:1 0:2 0:3 1:3 2:3 2:4 2:5 | 23:13' Beránek (Kachyňa) 25:58' Kubík (Ordoš) 26:48' Harris 56:29' Přikryl (Simon) 58:18' Kachyňa (Přikryl, Valský) | Rozhodčí: Adam Kika Filip Vrba Čároví: Marek Hlavatý Vladimír Rožánek |
| 4 min                                                            | 4 min                                                            | Tresty                      | 8 min | Rozhodčí: Adam Kika Filip Vrba Čároví: Marek Hlavatý Vladimír Rožánek |
| 28                                                               | 28                                                               | Střely                      | 31 | Rozhodčí: Adam Kika Filip Vrba Čároví: Marek Hlavatý Vladimír Rožánek |

| 30. prosince 2023 16:00 | Rytíři Kladno | 4 : 5 PP (0:1, 3:2, 1:1 – 0:1) | HC Kometa Brno | ČEZ stadion Kladno, Kladno Návštěvnost: 4 683 |  |

| Report | |                                     | |                                                                    |
| Adam Brízgala (od 1. minuty Landon Bow)                                                                                  | Adam Brízgala (od 1. minuty Landon Bow)                                                                                  | Brankáři                            | Pavel Jekel (od 27. minuty Štěpán Lukeš) | Rozhodčí: René Hradil Matěj Sýkora Čároví: Daniel Hynek Josef Špůr |
| Sideroff (Ticháček, Pytlík) 23:47' Dotchin (Jarůšek, Jágr) 24:42' Dotchin (Kusý) 26:27' Jarůšek (Jágr, Procházka) 55:50' | Sideroff (Ticháček, Pytlík) 23:47' Dotchin (Jarůšek, Jágr) 24:42' Dotchin (Kusý) 26:27' Jarůšek (Jágr, Procházka) 55:50' | 0:1 1:1 2:1 3:1 3:2 3:3 4:3 4:4 4:5 | 00:24' Cingeľ (Ščotka, Kaňák) 34:14' Flek (Ščotka) 34:28' Kratochvíl (Marcinko) 56:41' Moses (Gazda, Pospíšil) 63:41' Ďaloga (Marcinko, Lukeš) | Rozhodčí: René Hradil Matěj Sýkora Čároví: Daniel Hynek Josef Špůr |
| 4 min | 4 min | Tresty                              | 8 min | Rozhodčí: René Hradil Matěj Sýkora Čároví: Daniel Hynek Josef Špůr |
| 21 | 21 | Střely                              | 46 | Rozhodčí: René Hradil Matěj Sýkora Čároví: Daniel Hynek Josef Špůr |

| 5. ledna 2024 18:00 | HC Kometa Brno | 2 : 3 (1:3, 1:0, 0:0) | HC Sparta Praha | Winning Group Arena, Brno Návštěvnost: 7 700 (vyprodáno) |  |

| Report                                                            |                                                                   |                     |                                                                                       |                                                                     |
| Štěpán Lukeš (od 42. minuty Jan Kavan)                            | Štěpán Lukeš (od 42. minuty Jan Kavan)                            | Brankáři            | Josef Kořenář                                                                         | Rozhodčí: Pavel Obadal Robin Šír Čároví: Michal Axman Marek Hlavatý |
| Ďaloga (Flek, Holland) 07:33' Zaťovič (Cingeľ, Kratochvíl) 39:47' | Ďaloga (Flek, Holland) 07:33' Zaťovič (Cingeľ, Kratochvíl) 39:47' | 1:0 1:1 1:2 1:3 2:3 | 13:23' Horák (Chlapík) 13:34' Horák (Najman, Chlapík) 15:44' Najman (Chlapík, Kempný) | Rozhodčí: Pavel Obadal Robin Šír Čároví: Michal Axman Marek Hlavatý |
| 10 min                                                            | 10 min                                                            | Tresty              | 8 min                                                                                 | Rozhodčí: Pavel Obadal Robin Šír Čároví: Michal Axman Marek Hlavatý |
| 37                                                                | 37                                                                | Střely              | 22                                                                                    | Rozhodčí: Pavel Obadal Robin Šír Čároví: Michal Axman Marek Hlavatý |

| 7. ledna 2024 17:00 | HC Dynamo Pardubice | 3 : 4 PP (0:2, 2:0, 1:1 – 0:1) | HC Kometa Brno | Enteria Arena, Pardubice Návštěvnost: 9 892 |  |

| Report                                                                                     |                                                                                            |                         | |                                                                       |
| Milan Klouček                                                                              | Milan Klouček                                                                              | Brankáři                | Jan Kavan | Rozhodčí: Adam Kika Jakub Šindel Čároví: Miroslav Lhotský David Thuma |
| Poulíček (Dvořák, Čerešňák) 27:28' Sedlák (Radil) 32:05' Mandát (Cienciala, Dvořák) 48:24' | Poulíček (Dvořák, Čerešňák) 27:28' Sedlák (Radil) 32:05' Mandát (Cienciala, Dvořák) 48:24' | 0:1 0:2 2:2 2:3 3:3 3:4 | 04:26' Pospíšil (Marcinko) 12:44' Marcinko (Ščotka, Pospíšil) 45:08' Marcinko (Ščotka) 63:04' Pospíšil (Osburn) | Rozhodčí: Adam Kika Jakub Šindel Čároví: Miroslav Lhotský David Thuma |
| 4 min                                                                                      | 4 min                                                                                      | Tresty                  | 10 min | Rozhodčí: Adam Kika Jakub Šindel Čároví: Miroslav Lhotský David Thuma |
| 41                                                                                         | 41                                                                                         | Střely                  | 30 | Rozhodčí: Adam Kika Jakub Šindel Čároví: Miroslav Lhotský David Thuma |

| 12. ledna 2024 18:00 | HC Kometa Brno | 4 : 3 (1:1, 2:1, 1:1) | HC Olomouc | Winning Group Arena, Brno Návštěvnost: 6 686 |  |

| Report                                                                                               | |                             |                                                                                         |                                                                         |
| Jan Kavan                                                                                            | Jan Kavan                                                                                            | Brankáři                    | Branislav Konrád                                                                        | Rozhodčí: Pavel Obadal Filip Vrba Čároví: Michal Axman Vladimír Rožánek |
| Zaťovič (Cingeľ) 19:53' Flek (Cingeľ) 32:00' Kollár (Zaťovič, Flek) 39:50' Kollár (Flek, Kos) 57:21' | Zaťovič (Cingeľ) 19:53' Flek (Cingeľ) 32:00' Kollár (Zaťovič, Flek) 39:50' Kollár (Flek, Kos) 57:21' | 0:1 1:1 2:1 2:2 3:2 4:2 4:3 | 14:27' Řezníček (Kunc) 33:24' Navrátil (Rašner, Nahodil) 59:36' Kunc (Navrátil, Orsava) | Rozhodčí: Pavel Obadal Filip Vrba Čároví: Michal Axman Vladimír Rožánek |
| 16 min                                                                                               | 16 min                                                                                               | Tresty                      | 14 min                                                                                  | Rozhodčí: Pavel Obadal Filip Vrba Čároví: Michal Axman Vladimír Rožánek |
| 31                                                                                                   | 31                                                                                                   | Střely                      | 32                                                                                      | Rozhodčí: Pavel Obadal Filip Vrba Čároví: Michal Axman Vladimír Rožánek |

| 14. ledna 2024 17:30 | HC Škoda Plzeň | 2 : 3 (1:2, 0:0, 1:1) | HC Kometa Brno | LOGSPEED CZ ARÉNA, Plzeň Návštěvnost: 4 266 |  |

| Report                                                         |                                                                |                     |                                                                                              |                                                                   |
| Dominik Pavlát                                                 | Dominik Pavlát                                                 | Brankáři            | Jan Kavan                                                                                    | Rozhodčí: Jan Hribik Petr Úlehla Čároví: Tomáš Brejcha Josef Špůr |
| Rekonen (Zámorský, Mertl) 09:42' Mertl (Pour, Zámorský) 57:26' | Rekonen (Zámorský, Mertl) 09:42' Mertl (Pour, Zámorský) 57:26' | 1:0 1:1 1:2 1:3 2:3 | 10:15' Pospíšil (Zbořil, Gazda) 16:47' Kollár (Marcinko, Flek) 42:24' Flek (Zaťovič, Ščotka) | Rozhodčí: Jan Hribik Petr Úlehla Čároví: Tomáš Brejcha Josef Špůr |
| 35 min                                                         | 35 min                                                         | Tresty              | 32 min                                                                                       | Rozhodčí: Jan Hribik Petr Úlehla Čároví: Tomáš Brejcha Josef Špůr |
| 24                                                             | 24                                                             | Střely              | 32                                                                                           | Rozhodčí: Jan Hribik Petr Úlehla Čároví: Tomáš Brejcha Josef Špůr |

| 19. ledna 2024 18:00 | HC Kometa Brno | 7 : 1 (1:0, 4:0, 2:1) | HC VÍTKOVICE RIDERA | Winning Group Arena, Brno Návštěvnost: 7 049 |  |

| Report | |                                 |                                              |                                                                             |
| Jan Kavan | Jan Kavan | Brankáři                        | Matěj Machovský (od 31. minuty Lukáš Klimeš) | Rozhodčí: Matěj Sýkora Jakub Šindel Čároví: Miroslav Lhotský Stanislav Hnát |
| Pospíšil (Ščotka, Osburn) 14:40' Ekrt (Kratochvíl, Ďaloga) 22:15' Ščotka (Flek, Cingeľ) 27:44' Flek (Ščotka) 30:06' Osburn (Pospíšil, Moses) 33:13' Kohout (Moses, Kaňák) 41:11' Flek (Ďaloga, Zaťovič) 43:05' | Pospíšil (Ščotka, Osburn) 14:40' Ekrt (Kratochvíl, Ďaloga) 22:15' Ščotka (Flek, Cingeľ) 27:44' Flek (Ščotka) 30:06' Osburn (Pospíšil, Moses) 33:13' Kohout (Moses, Kaňák) 41:11' Flek (Ďaloga, Zaťovič) 43:05' | 1:0 2:0 3:0 4:0 5:0 5:1 6:1 7:1 | 40:18' Raskob (Lakatoš, Chlán)               | Rozhodčí: Matěj Sýkora Jakub Šindel Čároví: Miroslav Lhotský Stanislav Hnát |
| 4 min | 4 min | Tresty                          | 6 min                                        | Rozhodčí: Matěj Sýkora Jakub Šindel Čároví: Miroslav Lhotský Stanislav Hnát |
| 30 | 30 | Střely                          | 36                                           | Rozhodčí: Matěj Sýkora Jakub Šindel Čároví: Miroslav Lhotský Stanislav Hnát |

| 21. ledna 2024 17:00 | HC Kometa Brno | 4 : 1 (1:0, 0:1, 3:0) | Bílí Tygři Liberec | Winning Group Arena, Brno Návštěvnost: 7 220 |  |

| Report | |                     |                                  |                                                                           |
| Jan Kavan | Jan Kavan | Brankáři            | Lukáš Pařík                      | Rozhodčí: Antonín Jeřábek Tomáš Mejzlík Čároví: Jiří Svoboda Pavel Blažek |
| Gazda (Marcinko, Kos) 03:21' Zaťovič (Ščotka, Flek) 45:43' Flek (Cingeľ) 52:56' Pospíšil (Holland, Marcinko, do prázdné branky) 57:34' | Gazda (Marcinko, Kos) 03:21' Zaťovič (Ščotka, Flek) 45:43' Flek (Cingeľ) 52:56' Pospíšil (Holland, Marcinko, do prázdné branky) 57:34' | 1:0 1:1 2:1 3:1 4:1 | 33:59' Filippi (McCoshen, Vlach) | Rozhodčí: Antonín Jeřábek Tomáš Mejzlík Čároví: Jiří Svoboda Pavel Blažek |
| 4 min | 4 min | Tresty              | 6 min                            | Rozhodčí: Antonín Jeřábek Tomáš Mejzlík Čároví: Jiří Svoboda Pavel Blažek |
| 35 | 35 | Střely              | 36                               | Rozhodčí: Antonín Jeřábek Tomáš Mejzlík Čároví: Jiří Svoboda Pavel Blažek |

| 23. ledna 2024 17:00 | HC Oceláři Třinec | 5 : 1 (2:0, 1:1, 2:0) | HC Kometa Brno | Werk Arena, Třinec Návštěvnost: 4 079 |  |

| Report | |                         |                          |                                                                     |
| Marek Mazanec | Marek Mazanec | Brankáři                | Dominik Furch            | Rozhodčí: Robin Šír Tomáš Mejzlík Čároví: Marek Hlavatý Vít Lederer |
| Růžička (Nestrašil) 03:14' Cienciala (Jeřábek) 03:27' Cienciala (Kundrátek, Helewka) 29:09' Nestrašil (Růžička, Jeřábek) 53:37' Voženílek (Nestrašil, do prázdné branky) 59:59' | Růžička (Nestrašil) 03:14' Cienciala (Jeřábek) 03:27' Cienciala (Kundrátek, Helewka) 29:09' Nestrašil (Růžička, Jeřábek) 53:37' Voženílek (Nestrašil, do prázdné branky) 59:59' | 1:0 2:0 3:0 3:1 4:1 5:1 | 36:43' Marcinko (Ščotka) | Rozhodčí: Robin Šír Tomáš Mejzlík Čároví: Marek Hlavatý Vít Lederer |
| 6 min | 6 min | Tresty                  | 6 min                    | Rozhodčí: Robin Šír Tomáš Mejzlík Čároví: Marek Hlavatý Vít Lederer |
| 27 | 27 | Střely                  | 32                       | Rozhodčí: Robin Šír Tomáš Mejzlík Čároví: Marek Hlavatý Vít Lederer |

1. ↑  21. prosince 2023 bylo rozhodnuto, že všechny zápasy naplánované na 22. prosince budou odloženy z důvodu tragické události na půdě Filozofické fakultě Univerzity Karlovy.[75] 22. prosince bylo oznámeno, že se odložené duely odehrají ve středu 17. ledna 2024.[76]

#### 4. čtvrtina
| 26. ledna 2024 18:00 | HC Kometa Brno | 3 : 2 PP (0:0, 0:1, 2:1 – 1:0) | Mountfield HK | Winning Group Arena, Brno Návštěvnost: 7 036 |  |

| Report                                                                          |                                                                                 |                     |                                                               |                                                                      |
| Dominik Furch                                                                   | Dominik Furch                                                                   | Brankáři            | Eetu Laurikainen                                              | Rozhodčí: Adam Kika Jiří Ondráček Čároví: David Klouček Petr Šimánek |
| Pospíšil (Flek) 56:11' Gazda (Kos, Pospíšil) 57:04' Flek (Kollár, Gazda) 63:13' | Pospíšil (Flek) 56:11' Gazda (Kos, Pospíšil) 57:04' Flek (Kollár, Gazda) 63:13' | 0:1 0:2 1:2 2:2 3:2 | 26:09' Perret (Pavelka, Eberle) 41:57' Eberle (Šťastný, Jank) | Rozhodčí: Adam Kika Jiří Ondráček Čároví: David Klouček Petr Šimánek |
| 10 min                                                                          | 10 min                                                                          | Tresty              | 10 min                                                        | Rozhodčí: Adam Kika Jiří Ondráček Čároví: David Klouček Petr Šimánek |
| 24                                                                              | 24                                                                              | Střely              | 26                                                            | Rozhodčí: Adam Kika Jiří Ondráček Čároví: David Klouček Petr Šimánek |

| 28. ledna 2024 17:00 | HC Kometa Brno | 5 : 1 (1:1, 2:0, 2:0) | HC Energie Karlovy Vary | Winning Group Arena, Brno Návštěvnost: 6 991 |  |

| Report | |                         |                       |                                                                   |
| Jan Kavan | Jan Kavan | Brankáři                | Dominik Frodl         | Rozhodčí: Roman Mrkva Filip Vrba Čároví: Vít Lederer Pavel Blažek |
| Vincour (Ekrt, Osburn) 09:28' Cingeľ (Zbořil, Moses) 21:13' Moses (Okál, Zbořil) 31:51' Kollár (Kos, Pospíšil) 42:51' Zaťovič (Ščotka) 59:55' | Vincour (Ekrt, Osburn) 09:28' Cingeľ (Zbořil, Moses) 21:13' Moses (Okál, Zbořil) 31:51' Kollár (Kos, Pospíšil) 42:51' Zaťovič (Ščotka) 59:55' | 0:1 1:1 2:1 3:1 4:1 5:1 | 01:51' Kofroň (Rohan) | Rozhodčí: Roman Mrkva Filip Vrba Čároví: Vít Lederer Pavel Blažek |
| 4 min | 4 min | Tresty                  | 10 min                | Rozhodčí: Roman Mrkva Filip Vrba Čároví: Vít Lederer Pavel Blažek |
| 34 | 34 | Střely                  | 24                    | Rozhodčí: Roman Mrkva Filip Vrba Čároví: Vít Lederer Pavel Blažek |

| 1. února 2024 17:30 | HC VERVA Litvínov | 2 : 3 (0:1, 1:0, 1:2) | HC Kometa Brno | Zimní stadion Ivana Hlinky, Litvínov Návštěvnost: 3 896 |  |

| Report                                                |                                                       |                     |                                                                             |                                                                     |
| Šimon Zajíček                                         | Šimon Zajíček                                         | Brankáři            | Dominik Furch                                                               | Rozhodčí: Tomáš Veselý Luděk Pilný Čároví: Jiří Ondráček Josef Špůr |
| D. Kaše (Zeman, O. Kaše) 25:06' Koblasa (Jaks) 40:33' | D. Kaše (Zeman, O. Kaše) 25:06' Koblasa (Jaks) 40:33' | 0:1 1:1 2:1 2:2 2:3 | 04:21' Moses (Okál, Zbořil) 45:04' Pospíšil (Kollár) 55:28' Pospíšil (Moro) | Rozhodčí: Tomáš Veselý Luděk Pilný Čároví: Jiří Ondráček Josef Špůr |
| 6 min                                                 | 6 min                                                 | Tresty              | 8 min                                                                       | Rozhodčí: Tomáš Veselý Luděk Pilný Čároví: Jiří Ondráček Josef Špůr |
| 29                                                    | 29                                                    | Střely              | 36                                                                          | Rozhodčí: Tomáš Veselý Luděk Pilný Čároví: Jiří Ondráček Josef Špůr |

| 4. února 2024 17:00 | HC Kometa Brno | 2 : 3 PP (1:0, 1:0, 0:2 – 0:1) | BK Mladá Boleslav | Winning Group Arena, Brno Návštěvnost: 6 564 |  |

| Report                                                     |                                                            |                     | |                                                                   |
| Dominik Furch                                              | Dominik Furch                                              | Brankáři            | Filip Novotný                                                                                      | Rozhodčí: Robin Šír Pavel Obadal Čároví: Petr Šimánek Michal Zíka |
| Okál (Zbořil, Moses) 10:46' Vincour (Gazda, Ščotka) 25:32' | Okál (Zbořil, Moses) 10:46' Vincour (Gazda, Ščotka) 25:32' | 1:0 2:0 2:1 2:2 2:3 | 45:14' Hradec (Pitule, Lintuniemi) 59:37' Pyrochta (Lintuniemi, Lantoši) 62:29' Lintuniemi (Roman) | Rozhodčí: Robin Šír Pavel Obadal Čároví: Petr Šimánek Michal Zíka |
| 0 min                                                      | 0 min                                                      | Tresty              | 8 min                                                                                              | Rozhodčí: Robin Šír Pavel Obadal Čároví: Petr Šimánek Michal Zíka |
| 38                                                         | 38                                                         | Střely              | 28                                                                                                 | Rozhodčí: Robin Šír Pavel Obadal Čároví: Petr Šimánek Michal Zíka |

| 14. února 2024 17:30 | Banes Motor České Budějovice | 1 : 2 (0:0, 1:2, 0:0) | HC Kometa Brno | Budvar aréna, České Budějovice Návštěvnost: 6 307 |  |

| Report                        |                               |             |                                                           |                                                                       |
| Dominik Hrachovina            | Dominik Hrachovina            | Brankáři    | Dominik Furch                                             | Rozhodčí: Robin Šír Tomáš Cabák Čároví: Miroslav Lhotský Daniel Hynek |
| Kubík (Štencel, Gulaš) 39:17' | Kubík (Štencel, Gulaš) 39:17' | 0:1 0:2 1:2 | 30:20' Gazda (Ščotka, Flek) 31:09' Zaťovič (Flek, Cingeľ) | Rozhodčí: Robin Šír Tomáš Cabák Čároví: Miroslav Lhotský Daniel Hynek |
| 8 min                         | 8 min                         | Tresty      | 8 min                                                     | Rozhodčí: Robin Šír Tomáš Cabák Čároví: Miroslav Lhotský Daniel Hynek |
| 32                            | 32                            | Střely      | 19                                                        | Rozhodčí: Robin Šír Tomáš Cabák Čároví: Miroslav Lhotský Daniel Hynek |

| 16. února 2024 18:00 | HC Kometa Brno | 2 : 3 PP (2:0, 0:1, 0:1 – 0:1) | Rytíři Kladno | Winning Group Arena, Brno Návštěvnost: 7 700 (vyprodáno) |  |

| Report                                             |                                                    |                     | |                                                                           |
| Dominik Furch                                      | Dominik Furch                                      | Brankáři            | Landon Bow                                                                                           | Rozhodčí: Antonín Jeřábek Jiří Ondráček Čároví: Lukáš Rampír Pavel Blažek |
| Zbořil (Okál) 01:46' Kollár (Pospíšil, Kos) 18:18' | Zbořil (Okál) 01:46' Kollár (Pospíšil, Kos) 18:18' | 1:0 2:0 2:1 2:2 2:3 | 34:57' Tralmaks (Sideroff, Klepiš) 49:23' Procházka (Melka, Klepiš) 60:53' Pytlík (Slováček, Klepiš) | Rozhodčí: Antonín Jeřábek Jiří Ondráček Čároví: Lukáš Rampír Pavel Blažek |
| 4 min                                              | 4 min                                              | Tresty              | 6 min                                                                                                | Rozhodčí: Antonín Jeřábek Jiří Ondráček Čároví: Lukáš Rampír Pavel Blažek |
| 29                                                 | 29                                                 | Střely              | 25                                                                                                   | Rozhodčí: Antonín Jeřábek Jiří Ondráček Čároví: Lukáš Rampír Pavel Blažek |

| 18. února 2024 14:30 | HC Sparta Praha | 4 : 5 SN (1:2, 3:2, 0:0 – 0:0 – 0:1) | HC Kometa Brno | O2 arena, Praha Návštěvnost: 14 674 |  |

| Report | |                                                                        | |                                                                          |
| Jakub Kovář | Jakub Kovář | Brankáři                                                               | Dominik Furch | Rozhodčí: Petr Úlehla Roman Mrkva Čároví: Miroslav Lhotský Jiří Ondráček |
| Hrabík (Beaudin, Vitouch) 16:55' Forman (Řepík) 20:46' Krejčík (Mikliš, Chlapík) 33:01' Vitouch (Hrabík) 34:12' Chlapík Kousal Řepík Vitouch | Hrabík (Beaudin, Vitouch) 16:55' Forman (Řepík) 20:46' Krejčík (Mikliš, Chlapík) 33:01' Vitouch (Hrabík) 34:12' Chlapík Kousal Řepík Vitouch | 0:1 0:2 1:2 2:2 2:3 3:3 4:3 4:4 Samostatné nájezdy 1:0 1:1 1:2 1:3 1:3 | 03:30' Flek (Zaťovič, Ščotka) 15:46' Moses (Cingeľ, Zbořil) 29:56' Pospíšil (Cingeľ, Zaťovič) 38:11' Cingeľ (Zbořil) Cingeľ Flek Zbořil | Rozhodčí: Petr Úlehla Roman Mrkva Čároví: Miroslav Lhotský Jiří Ondráček |
| 12 min | 12 min | Tresty                                                                 | 8 min | Rozhodčí: Petr Úlehla Roman Mrkva Čároví: Miroslav Lhotský Jiří Ondráček |
| 43 | 43 | Střely                                                                 | 20 | Rozhodčí: Petr Úlehla Roman Mrkva Čároví: Miroslav Lhotský Jiří Ondráček |

| 10. ledna 2024 18:00 | HC Kometa Brno | 6 : 7 PP (1:2, 0:3, 5:1 – 0:1) | HC Dynamo Pardubice | Winning Group Arena, Brno Návštěvnost: 6 445 |  |

| Report | |                                                     | |                                                                    |
| Jan Kavan (od 36. minuty Štěpán Lukeš) | Jan Kavan (od 36. minuty Štěpán Lukeš) | Brankáři                                            | Roman Will | Rozhodčí: René Hradil Jan Hribik Čároví: Pavel Blažek Daniel Hynek |
| Zaťovič (Flek, Ščotka) 10:08' Gazda (Pospíšil, Ďaloga) 43:25' Flek (Ščotka) 49:07' Pospíšil (Kos) 51:10' Gazda (Ščotka, Flek) 52:26' Gazda (Flek, Ščotka) 59:08' | Zaťovič (Flek, Ščotka) 10:08' Gazda (Pospíšil, Ďaloga) 43:25' Flek (Ščotka) 49:07' Pospíšil (Kos) 51:10' Gazda (Ščotka, Flek) 52:26' Gazda (Flek, Ščotka) 59:08' | 1:0 1:1 1:2 1:3 1:4 1:5 2:5 2:6 3:6 4:6 5:6 6:6 6:7 | 14:02' Poulíček (Čerešňák) 17:40' Sedlák (Kaut, Čerešňák) 35:08' Čerešňák (Mandát) 35:20' Sedlák (Kaut, Vála) 38:05' Sedlák (Radil, Čerešňák) 48:20' Mandát (Hrádek) 60:43' Kaut (Sedlák, Košťálek) | Rozhodčí: René Hradil Jan Hribik Čároví: Pavel Blažek Daniel Hynek |
| 8 min | 8 min | Tresty                                              | 12 min | Rozhodčí: René Hradil Jan Hribik Čároví: Pavel Blažek Daniel Hynek |
| 27 | 27 | Střely                                              | 35 | Rozhodčí: René Hradil Jan Hribik Čároví: Pavel Blažek Daniel Hynek |

| 23. února 2024 18:00 | HC Olomouc | 3 : 4 SN (1:1, 0:1, 2:1 – 0:0 – 0:1) | HC Kometa Brno | Zimní stadion Olomouc, Olomouc Návštěvnost: 5 300 |  |

| Report | |                                                                            | |                                                                      |
| Branislav Konrád                                                                                            | Branislav Konrád                                                                                            | Brankáři                                                                   | Jan Kavan | Rozhodčí: Jan Hribik Luděk Pilný Čároví: Jiří Svoboda Stanislav Hnát |
| Nahodil (Sirota, Orsava) 09:18' Nahodil (Navrátil) 44:28' Bambula 50:23' Kusko Orsava Kunc Navrátil Nahodil | Nahodil (Sirota, Orsava) 09:18' Nahodil (Navrátil) 44:28' Bambula 50:23' Kusko Orsava Kunc Navrátil Nahodil | 0:1 1:1 1:2 2:2 3:2 3:3 Samostatné nájezdy 0:0 0:1 0:2 1:2 1:3 2:3 3:3 3:4 | 06:43' Flek (Ďaloga, Pospíšil) 32:55' Pospíšil (Cingeľ, Zbořil) 54:15' Ďaloga (Kos) Cingeľ Flek Zbořil Zaťovič Pospíšil Flek | Rozhodčí: Jan Hribik Luděk Pilný Čároví: Jiří Svoboda Stanislav Hnát |
| 8 min | 8 min | Tresty                                                                     | 35 min | Rozhodčí: Jan Hribik Luděk Pilný Čároví: Jiří Svoboda Stanislav Hnát |
| 37 | 37 | Střely                                                                     | 31 | Rozhodčí: Jan Hribik Luděk Pilný Čároví: Jiří Svoboda Stanislav Hnát |

| 25. února 2024 17:00 | HC Kometa Brno | 5 : 1 (1:0, 3:0, 1:1) | HC Škoda Plzeň | Winning Group Arena, Brno Návštěvnost: 7 039 |  |

| Report | |                         |                                     |                                                                  |
| Dominik Furch | Dominik Furch | Brankáři                | Milan Klouček                       | Rozhodčí: Filip Vrba Jan Jaroš Čároví: David Klouček David Thuma |
| Cingeľ (Zbořil, Marcinko) 13:40' Moses (Pospíšil) 26:31' Flek (Zaťovič, Cingeľ) 27:28' Gazda (Ščotka, Zaťovič) 34:05' Flek (Kaňák, Ekrt) 57:09' | Cingeľ (Zbořil, Marcinko) 13:40' Moses (Pospíšil) 26:31' Flek (Zaťovič, Cingeľ) 27:28' Gazda (Ščotka, Zaťovič) 34:05' Flek (Kaňák, Ekrt) 57:09' | 1:0 2:0 3:0 4:0 4:1 5:1 | 40:18' Mertl (Holešinský, Zámorský) | Rozhodčí: Filip Vrba Jan Jaroš Čároví: David Klouček David Thuma |
| 4 min | 4 min | Tresty                  | 6 min                               | Rozhodčí: Filip Vrba Jan Jaroš Čároví: David Klouček David Thuma |
| 24 | 24 | Střely                  | 23                                  | Rozhodčí: Filip Vrba Jan Jaroš Čároví: David Klouček David Thuma |

| 27. února 2024 17:30 | HC VÍTKOVICE RIDERA | 2 : 0 (0:0, 0:0, 2:0) | HC Kometa Brno | Ostravar Aréna, Vítkovice Návštěvnost: 5 748 |  |

| Report                                                                                           |                                                                                                  |          |               |                                                                   |
| Lukáš Klimeš                                                                                     | Lukáš Klimeš                                                                                     | Brankáři | Dominik Furch | Rozhodčí: Robin Šír Roman Mrkva Čároví: Lukáš Rampír Michal Axman |
| Ri. Bukarts (Mikuš, Jeřábek) 48:57' Ri. Bukarts (Ro. Bukarts, Krieger, do prázdné branky) 59:20' | Ri. Bukarts (Mikuš, Jeřábek) 48:57' Ri. Bukarts (Ro. Bukarts, Krieger, do prázdné branky) 59:20' | 1:0 2:0  |               | Rozhodčí: Robin Šír Roman Mrkva Čároví: Lukáš Rampír Michal Axman |
| 4 min                                                                                            | 4 min                                                                                            | Tresty   | 8 min         | Rozhodčí: Robin Šír Roman Mrkva Čároví: Lukáš Rampír Michal Axman |
| 28                                                                                               | 28                                                                                               | Střely   | 32            | Rozhodčí: Robin Šír Roman Mrkva Čároví: Lukáš Rampír Michal Axman |

| 1. března 2024 17:30 | Bílí Tygři Liberec | 4 : 6 (0:2, 3:1, 1:3) | HC Kometa Brno | Home Credit Arena, Liberec Návštěvnost: 7 286 |  |

| Report | |                                         | |                                                                     |
| Dávid Hrenák | Dávid Hrenák | Brankáři                                | Dominik Furch | Rozhodčí: Adam Kika Jakub Šindel Čároví: Lukáš Kajínek Lukáš Rampír |
| Najman (Flynn, Rychlovský) 20:55' Rychlovský (Najman) 25:48' Filippi (Flynn, Melancon) 39:12' Hawryluk (Najman, Rychlovský) 56:45' | Najman (Flynn, Rychlovský) 20:55' Rychlovský (Najman) 25:48' Filippi (Flynn, Melancon) 39:12' Hawryluk (Najman, Rychlovský) 56:45' | 0:1 0:2 1:2 2:2 2:3 3:3 3:4 3:5 4:5 4:6 | 06:17' Zaťovič (Cingeľ) 10:36' Kollár (Pospíšil) 29:48' Moses (Kollár) 51:34' Marcinko (Cingeľ, Zbořil) 53:07' Moses (Kollár) 58:18' Flek (Holland, Cingeľ, do prázdné branky) | Rozhodčí: Adam Kika Jakub Šindel Čároví: Lukáš Kajínek Lukáš Rampír |
| 33 min | 33 min | Tresty                                  | 12 min | Rozhodčí: Adam Kika Jakub Šindel Čároví: Lukáš Kajínek Lukáš Rampír |
| 38 | 38 | Střely                                  | 34 | Rozhodčí: Adam Kika Jakub Šindel Čároví: Lukáš Kajínek Lukáš Rampír |

| 3. března 2024 16:30 | HC Kometa Brno | 3 : 2 PP (0:0, 1:1, 1:1 – 1:0) | HC Oceláři Třinec | Winning Group Arena, Brno Návštěvnost: 7 700 (vyprodáno) |  |

| Report                                                                   |                                                                          |                     |                                                             |                                                                            |
| Dominik Furch                                                            | Dominik Furch                                                            | Brankáři            | Ondřej Kacetl                                               | Rozhodčí: Jakub Šindel Lukáš Květoň Čároví: Michal Zíka František Štěpánek |
| Cingeľ (Zaťovič) 20:20' Moses (Zbořil) 50:50' Marcinko (Pospíšil) 61:26' | Cingeľ (Zaťovič) 20:20' Moses (Zbořil) 50:50' Marcinko (Pospíšil) 61:26' | 1:0 1:1 1:2 2:2 3:2 | 25:01' Daňo (Hudáček) 45:20' Nestrašil (Růžička, Voženílek) | Rozhodčí: Jakub Šindel Lukáš Květoň Čároví: Michal Zíka František Štěpánek |
| 8 min                                                                    | 8 min                                                                    | Tresty              | 10 min                                                      | Rozhodčí: Jakub Šindel Lukáš Květoň Čároví: Michal Zíka František Štěpánek |
| 30                                                                       | 30                                                                       | Střely              | 24                                                          | Rozhodčí: Jakub Šindel Lukáš Květoň Čároví: Michal Zíka František Štěpánek |

### Play-off

#### Čtvrtfinále
| 17. března 2024 17:00 | HC Kometa Brno | 1 : 2 SN (0:1, 0:0, 1:0 – 0:0 – 0:1) | HC VERVA Litvínov | Winning Group Arena, Brno Návštěvnost: 7 700 (vyprodáno) |  |

| Report                                                                              |                                                                                     |                                                    |                                                                                        |                                                                   |
| Dominik Furch                                                                       | Dominik Furch                                                                       | Brankáři                                           | Matej Tomek                                                                            | Rozhodčí: Jan Jaroš Jakub Šindel Čároví: Tomáš Brejcha Josef Špůr |
| Cingeľ (Zbořil) 58:52' Cingeľ Flek Zbořil Zaťovič Pospíšil Flek Moses Gazda Vincour | Cingeľ (Zbořil) 58:52' Cingeľ Flek Zbořil Zaťovič Pospíšil Flek Moses Gazda Vincour | 0:1 1:1 Samostatné nájezdy 0:0 1:0 1:1 2:1 2:2 2:3 | 10:57' Šalda (Hlava, O. Kaše) Koblasa D. Kaše O. Kaše Kirk Hlava D. Kaše Abdul O. Kaše | Rozhodčí: Jan Jaroš Jakub Šindel Čároví: Tomáš Brejcha Josef Špůr |
| 37 min                                                                              | 37 min                                                                              | Tresty                                             | 35 min                                                                                 | Rozhodčí: Jan Jaroš Jakub Šindel Čároví: Tomáš Brejcha Josef Špůr |
| 38                                                                                  | 38                                                                                  | Střely                                             | 32                                                                                     | Rozhodčí: Jan Jaroš Jakub Šindel Čároví: Tomáš Brejcha Josef Špůr |

| 18. března 2024 17:00 | HC Kometa Brno | 1 : 5 (0:1, 0:4, 1:0) | HC VERVA Litvínov | Winning Group Arena, Brno Návštěvnost: 7 700 (vyprodáno) |  |

| Report                                     |                                            |                         | |                                                                        |
| Dominik Furch (od 30. minuty Štěpán Lukeš) | Dominik Furch (od 30. minuty Štěpán Lukeš) | Brankáři                | Matej Tomek | Rozhodčí: Robin Šír Tomáš Cabák Čároví: Miroslav Lhotský Jiří Ondráček |
| Zbořil (Kohout) 49:31'                     | Zbořil (Kohout) 49:31'                     | 0:1 0:2 0:3 0:4 0:5 1:5 | 14:30' Zygmunt (Maštalířský, Baránek) 26:47' Kudrna (Jurčík, Abdul) 29:47' Kirk (Czuczman, Koblasa) 36:18' Koblasa (Demel, Abdul) 37:01' Kirk (Sukeľ, Válek) | Rozhodčí: Robin Šír Tomáš Cabák Čároví: Miroslav Lhotský Jiří Ondráček |
| 29 min                                     | 29 min                                     | Tresty                  | 6 min | Rozhodčí: Robin Šír Tomáš Cabák Čároví: Miroslav Lhotský Jiří Ondráček |
| 32                                         | 32                                         | Střely                  | 21 | Rozhodčí: Robin Šír Tomáš Cabák Čároví: Miroslav Lhotský Jiří Ondráček |

| 21. března 2024 17:30 | HC VERVA Litvínov | 3 : 4 (0:0, 2:2, 1:2) | HC Kometa Brno | Zimní stadion Ivana Hlinky, Litvínov Návštěvnost: 5 944 (vyprodáno) |  |

| Report                                                                         |                                                                                |                             | |                                                                   |
| Matej Tomek                                                                    | Matej Tomek                                                                    | Brankáři                    | Dominik Furch | Rozhodčí: Jan Jaroš Jakub Šindel Čároví: Tomáš Brejcha Josef Špůr |
| Kirk (Koblasa, Sukeľ) 20:20' Zīle (D. Kaše) 28:09' Kirk (Zīle, D. Kaše) 52:43' | Kirk (Koblasa, Sukeľ) 20:20' Zīle (D. Kaše) 28:09' Kirk (Zīle, D. Kaše) 52:43' | 1:0 1:1 1:2 2:2 3:2 3:3 3:4 | 22:15' Marcinko (Kollár, Pospíšil) 25:46' Holland (Kučeřík, Marcinko) 53:34' Flek (Cingeľ, Zaťovič) 54:51' Gazda (Okál, Kollár) | Rozhodčí: Jan Jaroš Jakub Šindel Čároví: Tomáš Brejcha Josef Špůr |
| 4 min                                                                          | 4 min                                                                          | Tresty                      | 10 min | Rozhodčí: Jan Jaroš Jakub Šindel Čároví: Tomáš Brejcha Josef Špůr |
| 39                                                                             | 39                                                                             | Střely                      | 37 | Rozhodčí: Jan Jaroš Jakub Šindel Čároví: Tomáš Brejcha Josef Špůr |

| 22. března 2024 17:00 | HC VERVA Litvínov | 1 : 5 (0:2, 0:2, 1:1) | HC Kometa Brno | Zimní stadion Ivana Hlinky, Litvínov Návštěvnost: 5 944 (vyprodáno) |  |

| Report                                    |                                           |                         | |                                                                           |
| Matej Tomek (od 22. minuty Šimon Zajíček) | Matej Tomek (od 22. minuty Šimon Zajíček) | Brankáři                | Dominik Furch | Rozhodčí: Antonín Jeřábek Tomáš Mejzlík Čároví: Jiří Ondráček David Thuma |
| Koblasa (Kirk, Baránek) 54:43'            | Koblasa (Kirk, Baránek) 54:43'            | 0:1 0:2 0:3 0:4 0:5 1:5 | 03:59' Flek 11:24' Moro (Okál, Kohout) 21:22' Pospíšil 33:24' Moses (Flek, Zaťovič) 53:43' Marcinko (Flek, Kučeřík) | Rozhodčí: Antonín Jeřábek Tomáš Mejzlík Čároví: Jiří Ondráček David Thuma |
| 4 min                                     | 4 min                                     | Tresty                  | 8 min | Rozhodčí: Antonín Jeřábek Tomáš Mejzlík Čároví: Jiří Ondráček David Thuma |
| 27                                        | 27                                        | Střely                  | 25 | Rozhodčí: Antonín Jeřábek Tomáš Mejzlík Čároví: Jiří Ondráček David Thuma |

| 24. března 2024 17:00 | HC Kometa Brno | 1 : 2 PP (1:0, 0:0, 0:1 – 0:1) | HC VERVA Litvínov | Winning Group Arena, Brno Návštěvnost: 7 700 (vyprodáno) |  |

| Report                         |                                |             |                                                  |                                                                     |
| Dominik Furch                  | Dominik Furch                  | Brankáři    | Matej Tomek                                      | Rozhodčí: Lukáš Květoň Jan Hribik Čároví: Daniel Hynek Petr Šimánek |
| Moses (Zbořil, Vincour) 16:23' | Moses (Zbořil, Vincour) 16:23' | 1:0 1:1 1:2 | 48:47' Kirk (O. Kaše, Jaks) 69:50' Hlava (Sukeľ) | Rozhodčí: Lukáš Květoň Jan Hribik Čároví: Daniel Hynek Petr Šimánek |
| 4 min                          | 4 min                          | Tresty      | 4 min                                            | Rozhodčí: Lukáš Květoň Jan Hribik Čároví: Daniel Hynek Petr Šimánek |
| 30                             | 30                             | Střely      | 40                                               | Rozhodčí: Lukáš Květoň Jan Hribik Čároví: Daniel Hynek Petr Šimánek |

| 26. března 2024 17:30 | HC VERVA Litvínov | 4 : 1 (2:0, 2:1, 0:0) | HC Kometa Brno | Zimní stadion Ivana Hlinky, Litvínov Návštěvnost: 5 944 (vyprodáno) |  |

| Report | |                     |               |                                                                       |
| Matej Tomek | Matej Tomek | Brankáři            | Dominik Furch | Rozhodčí: René Hradil Jakub Šindel Čároví: Jiří Ondráček Jiří Svoboda |
| Koblasa (O. Kaše, D. Kaše) 05:41' Sukeľ (Hlava) 09:03' Koblasa (O. Kaše) 25:56' Koblasa (Abdul, Baránek) 37:32' | Koblasa (O. Kaše, D. Kaše) 05:41' Sukeľ (Hlava) 09:03' Koblasa (O. Kaše) 25:56' Koblasa (Abdul, Baránek) 37:32' | 1:0 2:0 2:1 3:1 4:1 | 25:32' Moses  | Rozhodčí: René Hradil Jakub Šindel Čároví: Jiří Ondráček Jiří Svoboda |
| 8 min | 8 min | Tresty              | 10 min        | Rozhodčí: René Hradil Jakub Šindel Čároví: Jiří Ondráček Jiří Svoboda |
| 30 | 30 | Střely              | 22            | Rozhodčí: René Hradil Jakub Šindel Čároví: Jiří Ondráček Jiří Svoboda |

Konečný stav série 4:2 na zápasy pro HC VERVA Litvínov.

## Statistiky základní části

### Kanadské bodování
Toto je konečné pořadí hráčů Komety podle dosažených bodů. Za jeden vstřelený gól nebo přihrávku na gól hráč získal jeden bod.
| Poř. | Hráč              | Z. | G  | A  | B  | TM | +/- |
| ---- | ----------------- | -- | -- | -- | -- | -- | --- |
| 1.   | Jakub Flek        | 51 | 19 | 26 | 45 | 6  | +3  |
| 2.   | Lukáš Cingeľ      | 52 | 14 | 24 | 38 | 20 | +2  |
| 3.   | Kristián Pospíšil | 48 | 17 | 18 | 35 | 90 | +14 |
| 4.   | Steve Moses       | 52 | 20 | 13 | 33 | 14 | -7  |
| 5.   | Jan Ščotka        | 48 | 4  | 28 | 32 | 39 | -6  |
| 6.   | Martin Zaťovič    | 52 | 14 | 17 | 31 | 32 | -3  |
| 7.   | Daniel Gazda      | 52 | 17 | 13 | 30 | 14 | +11 |
| 8.   | Adam Zbořil       | 47 | 4  | 19 | 23 | 22 | +1  |
| 9.   | Tomáš Marcinko    | 45 | 10 | 10 | 20 | 42 | +10 |
| 10.  | Marek Ďaloga      | 51 | 3  | 13 | 16 | 6  | +2  |

### Hodnocení brankářů
Toto je konečné pořadí brankářů Komety.
| Poř. | Hráč          | Z. | MIN  | OG | PZ  | PS  | POG  | Úsp%  | N |
| ---- | ------------- | -- | ---- | -- | --- | --- | ---- | ----- | - |
| 1.   | Dominik Furch | 31 | 1884 | 69 | 783 | 852 | 2.20 | 91.90 | 3 |
| 2.   | Jan Kavan     | 12 | 664  | 23 | 308 | 331 | 2.08 | 93.05 | 0 |
| 3.   | Štěpán Lukeš  | 12 | 579  | 34 | 229 | 263 | 3.52 | 87.07 | 0 |
| 4.   | Pavel Jekel   | 1  | 27   | 3  | 8   | 11  | 6.67 | 72.73 | 0 |

## Statistiky play-off

### Kanadské bodování
Toto je konečné pořadí hráčů Komety podle dosažených bodů. Za jeden vstřelený gól nebo přihrávku na gól hráč získal jeden bod.
| Poř. | Hráč              | Z. | G | A | B | TM | +/- |
| ---- | ----------------- | -- | - | - | - | -- | --- |
| 1.   | Jakub Flek        | 6  | 2 | 2 | 4 | 6  | -1  |
| 2.   | Steve Moses       | 6  | 3 | 0 | 3 | 0  | +2  |
| 3.   | Tomáš Marcinko    | 6  | 2 | 1 | 3 | 4  | +1  |
| 4.   | Adam Zbořil       | 6  | 1 | 2 | 3 | 10 | +2  |
| 5.   | Zdeněk Okál       | 6  | 0 | 3 | 3 | 0  | +3  |
| 6.   | Kristián Pospíšil | 6  | 1 | 1 | 2 | 8  | +1  |
| 6.   | Lukáš Cingeľ      | 6  | 1 | 1 | 2 | 2  | -2  |
| 8.   | Martin Zaťovič    | 6  | 0 | 2 | 2 | 6  | -3  |
| 8.   | Andrej Kollár     | 6  | 0 | 2 | 2 | 0  | +1  |
| 8.   | Radek Kučeřík     | 6  | 0 | 2 | 2 | 27 | -1  |
| 8.   | Martin Kohout     | 6  | 0 | 2 | 2 | 0  | 0   |

### Hodnocení brankářů
Toto je konečné pořadí brankářů Komety.
| Poř. | Hráč          | Z. | MIN | OG | PZ  | PS  | POG  | Úsp%  | N |
| ---- | ------------- | -- | --- | -- | --- | --- | ---- | ----- | - |
| 1.   | Dominik Furch | 6  | 360 | 14 | 166 | 180 | 2.33 | 92.22 | 0 |
| 2.   | Štěpán Lukeš  | 1  | 29  | 2  | 7   | 9   | 4.14 | 77.78 | 0 |

## Domácí návštěvnost
| Soutěž                             | Celkově | Zápasy | Průměrně |
| ---------------------------------- | ------- | ------ | -------- |
| Tipsport extraliga – základní část | 178 738 | 26     | 6 875    |
| Tipsport extraliga – play-off      | 23 100  | 3      | 7 700    |
| Celkově                            | 201 838 | 29     | 6 960    |